# قط
القِطّ أو الهِرّ أو البِسّ (الاسم العلمي: Felis catus) هو نوع من أنواع الثدييات آكلات اللحوم، وهو الحيوان الوحيد المستأنس من فصيلة السنوريات، وغالبا ما يشار إليه باسم القط المنزلي أو القط الأهلي لتمييزه عن باقي أفراد فصيلته من القطط البرية. يمكن أن تكون القطط إما قطط منزلية أو قطط مزارع أو قطط برية، والفئة الأخيرة تتجول بحرية وتتجنب التواصل مع البشر. يحبذ البشر رفقة القطط المنزلية نظرا لقدرتها على اصطياد القوارض. حُدد نحو 60 سلالة قطط من خلال سجلات القطط المختلفة.
تتشابه القطط في علم التشريح مع الأنواع الأخرى من السنوريات، فهي تمتلك جسما مرنا قويا، وردود فعل سريعة، وأسنانا حادة ومخالب قابلة للسحب تتكيف مع قتل الفرائس الصغيرة، وتمتلك القدرة على الرؤية الليلية ولديها حاسة شم متطورة تطورًا جيدًا. تتواصل القطط من خلال إصدار أصواتا مثل المواء والخرخرة والتكرير والهسهسة والهدير والشخير، بالإضافة إلى لغة الجسد الخاصة بالقط. القط صياد انفرادي على الرغم من نزعته الاجتماعية. يمكن للقطط أن تسمع أصواتا خافتة جدا أو عالية التردد جدا لآذان الإنسان، مثل تلك الأصوات التي تصدرها الفئران والثدييات الصغيرة الأخرى. القط حيوان مفترس يزداد نشاطه عند الفجر والغسق. يقوم القط بإفراز الفيرومونات وبإمكانه تمييزها.

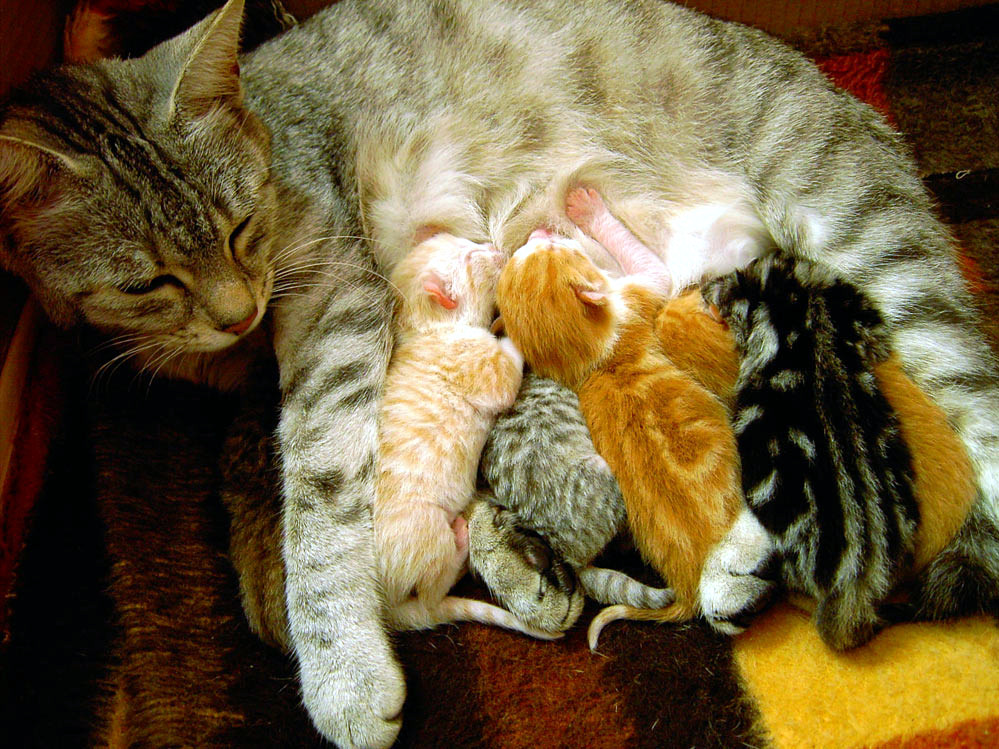
قطة تُرضع قطيطاتها

يمكن أن تلد إناث القطط المنزلية قططاً صغيرة من فصل الربيع إلى أواخر الخريف، وغالبا ما يُراوح العدد الناتج من البطن الواحد من 2 إلى 5 قطيطات. تُربى القطط المنزلية وتُعرض في المناسبات على أنها قطط أصيلة مسجلة، وهي هواية تُعرف باسم ثقافة محبي القطط. من العوامل التي أدت إلى ظهور أعداد كبيرة من القطط البرية في جميع أنحاء العالم: الفشل بالتحكم في تكاثر القطط الأليفة عن طريق التعقيم والإخصاء، وكذلك التخلي عن الحيوانات الأليفة من قبل أصحابها، الأمر الذي ساهم في انقراض أنواع كاملة من الطيور والثدييات والزواحف، وبالتالي إثارة موضوع التحكم في أعداد الحيوانات.

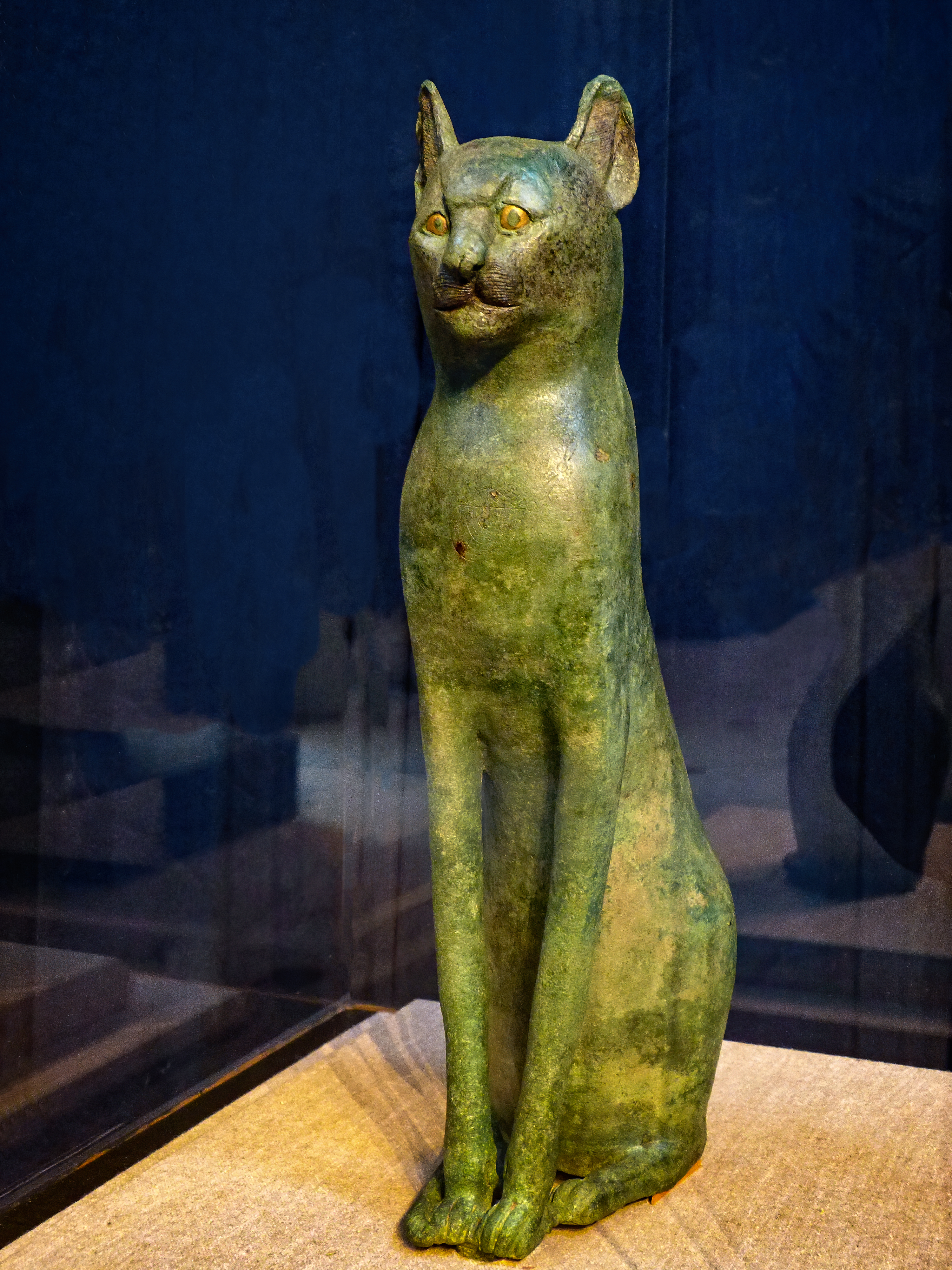
تمثال لهر مصري مصنوع من البرونز وأوراق الذهب، ويعود إلى 945-712 سنة قبل الميلاد، صُوّر في متحف الآثار والأنثروبولوجيا في جامعة بنسيلفانيا، الولايات المتحدة الأمريكية

بدأ استئناس القطط في الشرق الأدنى منذ نحو 7500 سنة قبل الميلاد، ومن المعتقد أن تكون حضارة مصر القديمة هي منشأ استئناس القطط، حيث كُرمت القطط في مصر القديمة منذ نحو 3100 سنة قبل الميلاد. وفي 2017، كان القط المنزلي هو ثاني أكثر الحيوانات الأليفة شعبية في الولايات المتحدة بعدد 95 مليون قط. ويُقدر عدد القطط المنزلية في المملكة المتحدة بنحو 7.3 مليون من القطط لدى أكثر من 4.8 مليون أسرة كما في 2019.

## أصل الكلمة واشتقاق التسمية
يُعتقد أن أصل الكلمة باللغة الإنجليزية "cat" (بالإنجليزية القديمة "catt") مشتقا من الكلمة اللاتينية المتأخرة "cattus"، والتي استخدمت أول مرة في بداية القرن السادس. اقتُرح أن كلمة "cattus" مشتقة من اللغة المصرية القبطية لكلمة "ϣⲁⲩ šau" أي "tomcat"، أو بالصيغة الأنثوية الملحقة بحرف t. يُعتقد أيضا أن الكلمة اللاتينية المتأخرة مشتقة من اللغات الأفريقية الآسيوية. الكلمة النوبية "kaddîska" أي "wildcat" وبـلغة نوبين "kadīs" هي مصادر محتملة أو أن تلك الكلمات من أصل واحد. قد تكون الكلمة النوبية مستعارة من الكلمة العربية قَطّ "qaṭṭ" ~ قِطّ "qiṭṭ"، ومن المحتمل أيضا أن تكون تلك الأشكال مشتقة من كلمة جرمانية قديمة واستُورِدت إلى اللاتينية ومن ثم إلى اليونانية والسريانية والعربية. قد تكون الكلمة مشتقة من اللغات الجرمانية والأوروبية الشمالية، وبالتالي يكون قد استُعيرت من اللغات الأورالية وتحديدا لغة سامي الشمالية "gáđfi" أي أنثى القاقم، واللغة المجرية "hölgy" أي الأنثى أو السيدة، ومن اللغة الأورالية الأصلية أو البدائية "käďwä" أي أنثى حيوان ذو فراء.
استخدمت الكلمة الإنجليزية بَسّ "puss" التي تمد بلفظ "pussy" و"pussycat" منذ القرن السادس عشر، وربما اشتقت من الكلمة الهولندية "poes" أو من الكلمة الألمانية الدنيا "puuskatte" والمرتبطة بالكلمة السويدية "kattepus" أو النرويجية "pusekatt". توجد أشكال مماثلة في اللغة الليتوانية "puižė" والأيرلندية "puisín" أو "puiscín". أصل هذه الكلمة غير معروف، لكنها ربما نشأت ببساطة من الصوت المستخدم لجذب القطط.
يُطلق على القط الذكر اسم توم "tom" أو "tomcat" (أو "gib" في حال إخصائه). تسمى القطة الأنثى غير المعقمة بالملكة "queen" خاصة في سياق تربية القطط. يشار إلى القطط اليافعة أو غير البالغة باسم قطيط/ـة كتصغير لكلمة قط/ـة "kitten". في اللغة الإنجليزية الحديثة المبكرة، كانت كلمة "kitten" قابلة للتبديل مع الكلمة التي عفا عليها الزمن الآن "catling". يمكن الإشارة إلى مجموعة من القطط بالإنجليزية بمسمى"clowder" أو "glaring".

## التصنيف
اقترح الاسم العلمي (Felis catus) للقطط المنزلية من قبل الطبيب والعالم السويدي كارولوس لينيوس في عام 1758، واقترح العالم الألماني يوهان كريستيان بوليكاربوس إيركسليبين اسم (Felis catus domesticus) في عام 1777. أطلق العالم الروسي قسطنطين ألكسيفيتش ساتونين في عام 1904 اسم (Felis daemon) على قط أسود من منطقة جنوب القوقاز والذي حدد لاحقا على أنه من القطط المنزلية.
في عام 2003، قضت اللجنة الدولية للتسمية الحيوانية بأن القط المنزلي المعروف بالاسم العلمي (Felis catus) هو نوع مميز. في عام 2007، اعتبر كنوع فرعي أو نويع من القط البري الأوروبي أو قط الغابات (F. silvestris catus) وذلك استنادا إلى نتائج بحث في علم الوراثة العرقي. في عام 2017، اتبع فريق عمل تصنيف القطط لدى الاتحاد الدولي لحفظ الطبيعة توصية القانون الدولي للتسمية الحيوانية فيما يتعلق بالقطط المنزلية باعتبارها نوعا مميزا تحت الاسم العلمي (Felis catus).

## التطور
للاطلاع: تطور السنوريات

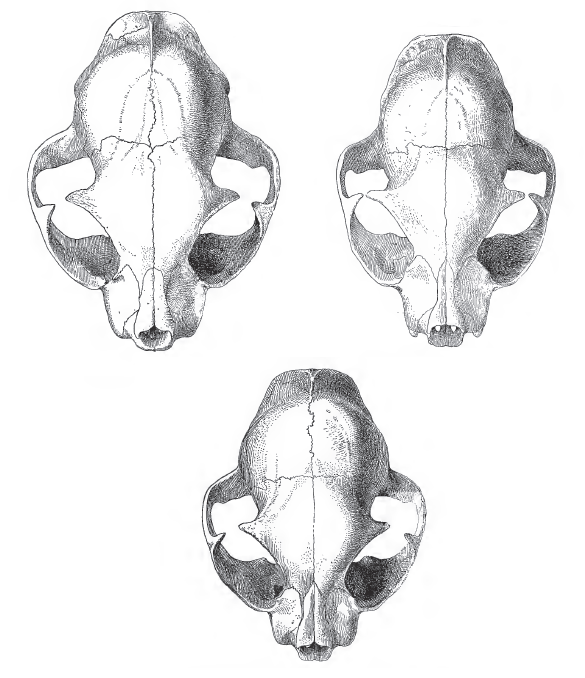
جماجم قطط: أعلى اليمين (من القطط المنزلية)، أعلى اليسار (من القطط البرية)، الوسط بالأسفل (من القطط الهجينة الناتجة عن تزاوج النوعين أعلاه).

القط المنزلي هو عضو من فصيلة السنوريات، وهي فصيلة تنحدر من سلف مشترك منذ نحو 10-15 مليون سنة. تشعب الجنس (Felis) جينيا من السنوريات منذ نحو 6-7 مليون سنة. تؤكد نتائج بحث علم الوراثة العرقي أن أنواع السلالات البرية (Felis) تطورت من خلال الانتواع المستوطن أو الانتواع المحاذي، بينما تطورت القطط المنزلية من خلال الاصطفاء الاصطناعي. القطط المستأنسة وأقرب أسلافها البرية هي كائنات ثنائية الصبغيات تمتلك 38 كروموسوما وما يقارب 20 ألفا من الجينات. رُوّض القط النمري (Prionailurus bengalensis) ترويضًا مستقلًا في الصين منذ نحو 5500 سنة قبل الميلاد. لا تترك هذه السلالة من القطط المستأنسة جزئيا أي أثر في القطط المنزلية المتواجدة في الزمن الحالي.

### الاستئناس (التدجين)
للاطلاع: تطور القطط المدجنة
وجد أثناء البحث في الحفريات عن أول إشارة معروفة لترويض القط الليبي أو القط البري الإفريقي (F. lybica) بالقرب من مقبرة بشرية من العصر الحجري الحديث في منطقة شيلوروكامبوس في جنوب قبرص والتي يرجع تاريخها إلى نحو 9200-9500 سنة. من المرجح أن سكان هذه القرية التي تعود للعصر الحجري الحديث قد جلبوا القطط والثدييات البرية الأخرى إلى الجزيرة من البر الرئيسي في الشرق الأوسط نظرا لعدم وجود دليل على وجود مجموعة حيوانية من الثدييات الأصلية في قبرص. لذلك يفترض العلماء أن القطط البرية الأفريقية انجذبت إلى المستوطنات البشرية المبكرة في الهلال الخصيب بواسطة القوارض، ولا سيما فأر المنازل (Mus musculus)، وروضت من قبل المزارعين من العصر الحجري الحديث. استمرت هذه العلاقة من المعايشة بين المزارعين الأوائل والقطط المستأنسة لآلاف السنين. انتشرت القطط المروضة والمستأنسة مع انتشار الممارسات الزراعية. ساهمت القطط البرية في مصر في تكوين تجميعة الجينات الموروثة من الأم للقطط المنزلية في وقت لاحق. يرجع أقدم دليل معروف على نشوء القطط المنزلية في اليونان إلى نحو 1200 سنة قبل الميلاد. وجلب التجار اليونانيون والفينيقيون والقرطاجيون والإتروسكانيون القطط المنزلية إلى جنوب أوروبا، وجلبت إلى جزر كورسيكا وسردينيا خلال الإمبراطورية الرومانية قبل بداية الألفية الأولى. أصبحت القطط المنزلية حيوانات مألوفة حول المستوطنات في ماجنا غراسيا وإتروريا بحلول القرن الخامس قبل الميلاد. وصلت سلالة القطط المنزلية المصرية إلى ميناء يطل على بحر البلطيق في شمال ألمانيا عند نهاية الإمبراطورية الرومانية في القرن الخامس.
طرأت على القطط تغييرات طفيفة فقط في علم التشريح والسلوك أثناء عملية الاستئناس، ولا تزال تمتلك القدرة للبقاء على قيد الحياة في البرية. من المحتمل أن العديد من السلوكيات والخصائص الطبيعية للقطط البرية قد كيفتها مسبقا للتدجين كحيوانات أليفة. تشمل تلك السمات صغر حجم القطط وطبيعتها الاجتماعية ولغة الجسد الواضحة وحب اللعب والذكاء المرتفع نسبيا. قد تُظهر القطط النمرية الأسيرة التي لم تُدَجَّن سلوكَا حنونا تجاه البشر. غالبا ما تتزاوج القطط المنزلية مع القطط البرية مما ينتج عن ذلك التزاوج أنواعا هجينة مثل قط كيلاس (Kellas cat) كبير الحجم في اسكتلندا. يمكن أيضًا إنتاج سنور هجين من تزاوج بين سنورين من نوعين مختلفين.
بدأ تطوير سلالات القطط في منتصف القرن التاسع عشر. كشف تحليل جينوم القطط المنزلية أن جينوم أسلاف القطط البرية قد تغير تغيرًا كبيرًا في عملية الاستئناس، حيث اصطُفِيت طفرات معينة لتطوير سلالات القطط. تأسست معظم سلالات القطط على قطط منزلية عشوائية. يختلف التنوع الجيني لهذه السلالات باختلاف المناطق، وهو أدنى مستوى في المجموعات الأصيلة التي تظهر أكثر من 20 اضطرابا جينيا ضارا.

## الخصائص

### الحجم

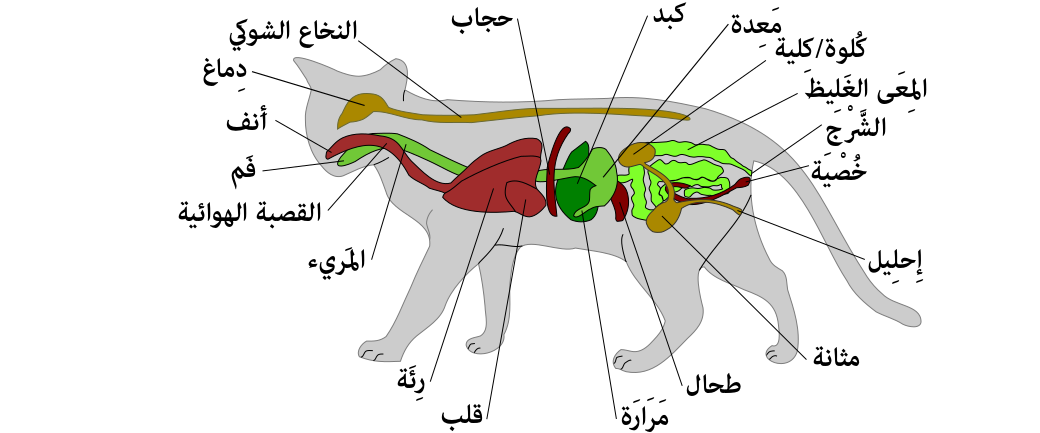
رسم تخطيطي للتشريح العام لقط منزلي

تمتلك القطط المنزلية جماجم أصغر وعظامًا أقصر بالمقارنة مع القطط البرية الأوروبية. يبلغ متوسط طولها نحو 46 سنتيمتر (18 بوصة) من الرأس إلى الجسم مع ارتفاع 23-25 سنتيمتر (9-10 بوصة) ويصل طول الذيل إلى نحو 30 سنتيمتر (12 بوصة). يكون الذكور أكبر حجمًا من الإناث. عادة ما تزن القطط المنزلية البالغة ما بين 4-5 كيلوغرام (9-11 رطلا).

### الهيكل العظمي
يوجد لدى القطط 7 فقرات عنقية (مثل معظم الثدييات)، و13 فقرة صدرية (لدى البشر 12)، و7 فقرات قطنية (لدى البشر 5) و3 فقرات عجزية (مثل معظم الثدييات، ولكن لدى البشر 5)، وعدد متغير من الفقرات في الذيل (لدى البشر فقط فقرات ذيلية أثرية لا وظيفية، مدمجة في العصعص الداخلي). تفسر الفقرات القطنية والصدرية الزائدة حركية القطط ومرونتها. يتصل بالعمود الفقري 13 ضلعا مع الكتف والحوض. على عكس الأذرع البشرية فإن الأطراف الأمامية للقطط متصلة بالكتف عن طريق عظام الترقوة التي تتحرك بحرية مما يسمح لها بتمرير أجسامها عبر أي مساحة يمكن أن تناسب رؤوسها.

### الجمجمة

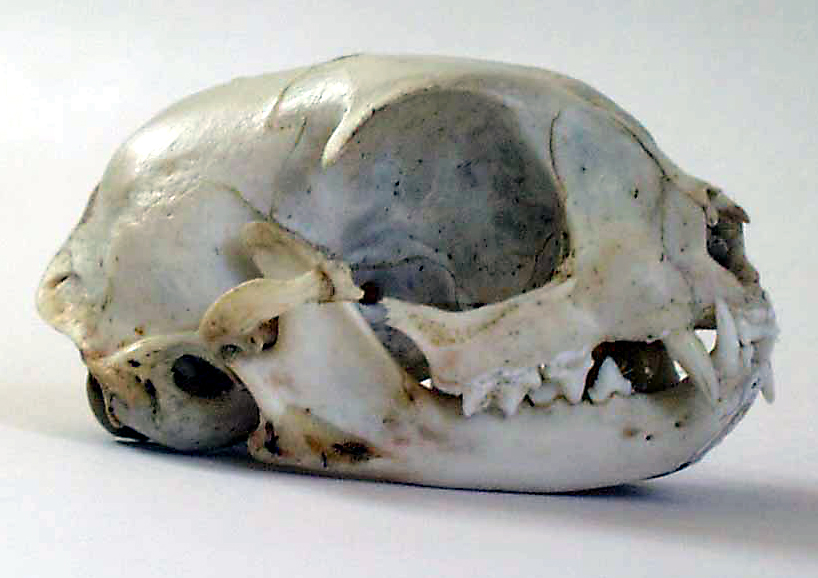
جمجمة قط

تمتلك القطط جماجم غير معتادة بين الثدييات مع وجود محاجر عيون كبيرة جدًا وفكّ متخصص قوي. يوجد لدى القطط داخل الفك أسنانٌ مهيأة لقتل الفرائس وتمزيق اللحوم. عندما تتغلب القطط على فرائسها، تقوم بإيصال عضّة عنق مميتة بأنيابها الطويلة، حيث تُدخلها بين فقرتين من فقرات الفريسة وتقطع الحبل الشوكي مسببة شللا لا رجعة فيه وبالتالي قتل الفريسة. بالمقارنة مع القطط الأخرى فإن القطط المنزلية لديها أنيابا طويلة ومتباعدة تباعدًا ضيقًا بالنسبة لحجم فكها تكيفا مع فرائسها المفضلة من القوارض صغيرة الحجم ذات الفقرات الصغيرة. يشكل كل من الضواحك والضرس الأول معا زوجا من الأسنان آكلة اللحوم (قواطع) على كل جانب من الفم لتقطيع اللحم بكفاءة إلى قطع صغيرة مثل المقص. تعتبر هذه العناصر حيوية في التغذية حيث أن الأضراس الصغيرة للقطط لا تستطيع مضغ الطعام مضغًا فعالًا، والقطط غير قادرة إلى حد كبير على المضغ. تمتلك القطط أسنانا أفضل من معظم البشر، واحتمالية التسوس عمومًا أقل بسبب طبقة المينا الواقية الأكثر قوة واللعاب الأقل إتلافا، مع احتباس أقل لجزيئات الطعام بين الأسنان، ونظام غذائي خالٍ من السكر في الغالب، وعلى الرغم من ذلك فهي عرضة لفقدان الأسنان والعدوى في بعض الأحيان.

### التنقل
القط حيوان إصبعي يسير على أصابع القدم، وتشكل عظام القدم الجزء السفلي من الرجل الظاهرة. على عكس معظم الثدييات، فإنه يستخدم مشية «سرعة» ويحرك كلا الساقين على جانب واحد من الجسم قبل الساقين على الجانب الآخر. يضع القط كل مخلب خلفي مباشرة بالقرب من مسار مخلب المقدمة المقابل، مما يقلل الضوضاء والمسارات المرئية. توفر هذه الحركة مسارا أكيدا للقدمين الخلفيتين عند التنقل في التضاريس الوعرة. عندما يسرع القط من المشي إلى الهرولة، تتغير مشيته إلى مشية «قطرية» حيث تتحرك الأرجل الخلفية والأمامية المعاكسة قطريا في وقت واحد.

### المخالب
يوجد لدى القطط مخالب قابلة للإبراز والسحب. في الوضع الطبيعي وعند الاسترخاء تسحب القطط المخالب داخل الجلد والفراء حول وسادات أصابع القدم مما يحافظ على المخالب حادة من خلال منع التآكل من ملامسة الأرض ويسمح بمطاردة الفريسة الصامتة. عادة ما تكون المخالب الموجودة في القدمين الأماميتين أكثر حدة من تلك الموجودة في القدمين الخلفيتين. يمكن للقطط أن تمد مخالبها طواعية على واحد أو أكثر من الكفوف، وقد تبرز مخالبها عند الصيد أو الدفاع عن النفس أو التسلق أو التمدد أو من أجل جر إضافي على الأسطح الناعمة. تتساقط الطبقة الخارجية من أغلفة مخالب القطط عند خدش الأسطح الخشنة.
معظم القطط لديها 5 مخالب على كفوفها الأمامية و4 على كفوفها الخلفية. إن الزمعة نتوء قريب من المخالب الأخرى ويبدو كأنه «إصبع» سادس. هذه الميزة الخاصة للقدمين الأماميتين الموجودة في الجزء الداخلي من الرسغين ليس لها وظيفة في المشي العادي، ولكن يُعتقد أنها أداة مانعة للانزلاق تُستخدم أثناء القفز. تمتلك بعض سلالات القطط أصابع إضافية مثل قط بوليكاتل متعدد الأصابع. تتواجد القطط متعددة الأصابع على طول الساحل الشمالي الشرقي لأمريكا الشمالية وفي بريطانيا العظمى.

## الحواس
للاطلاع: حواس القطط

### البصر

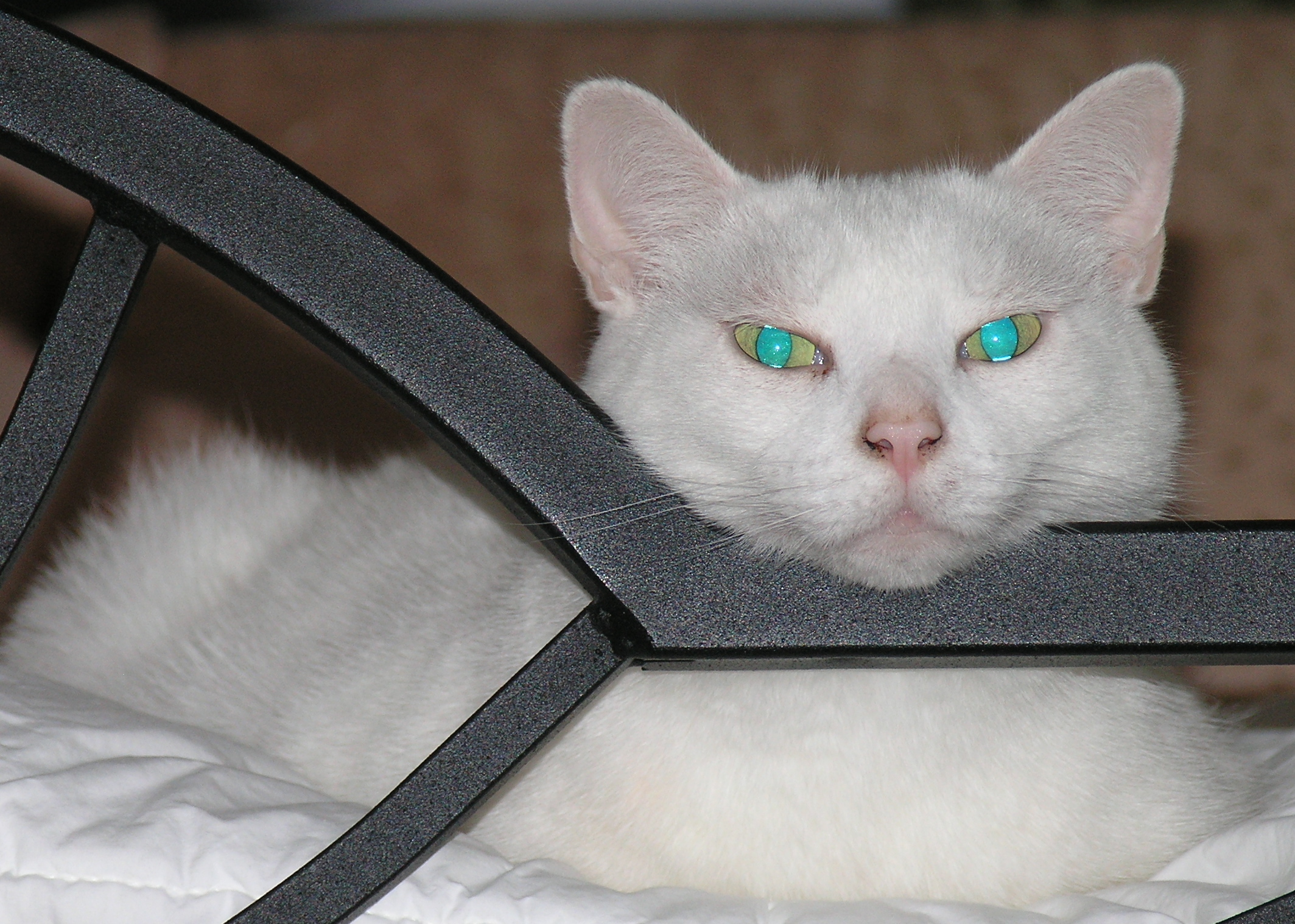
انعكاس الوميض من البساط الشفاف

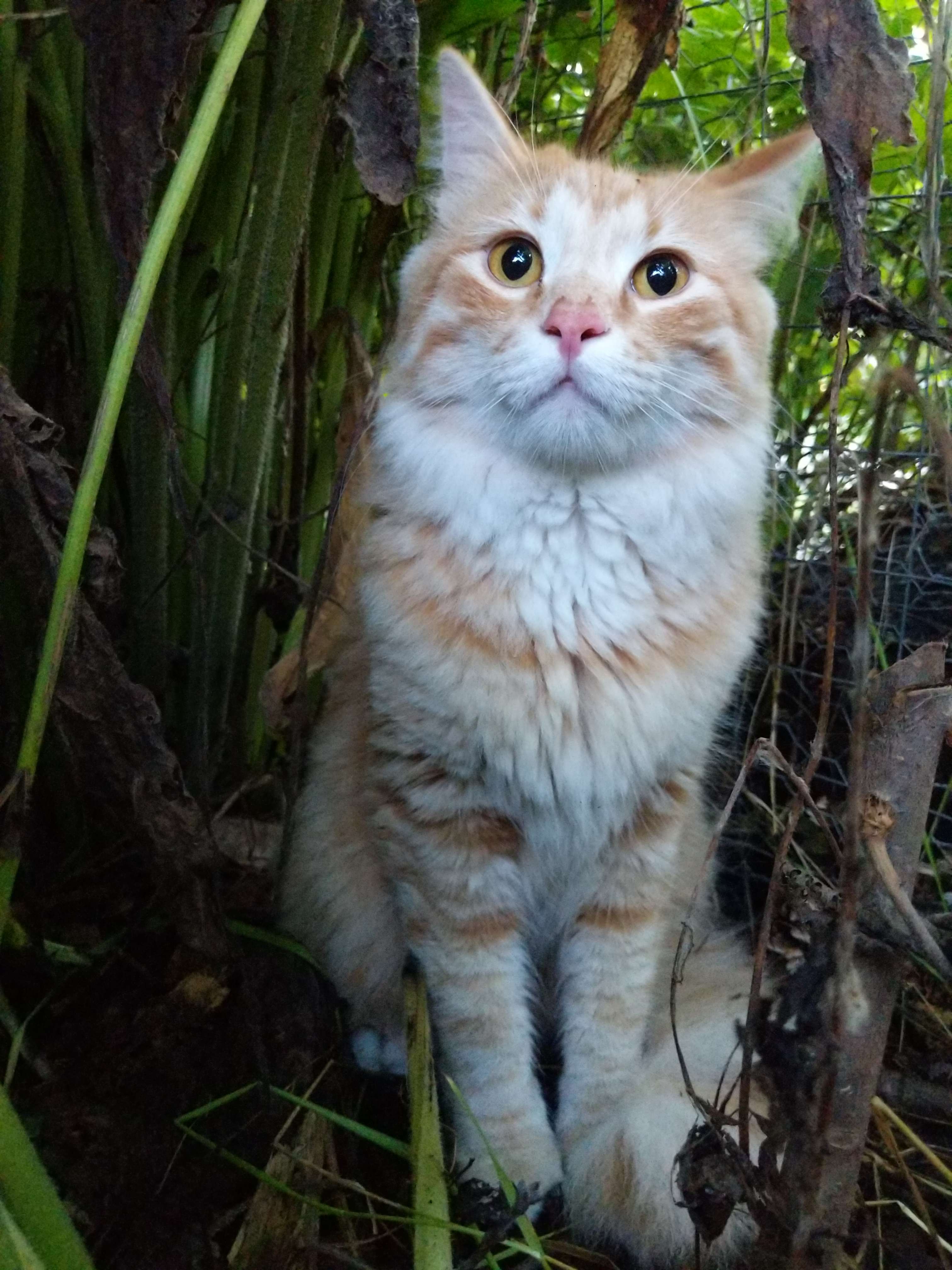
اتساع حدقة العين لدى قط منزلي

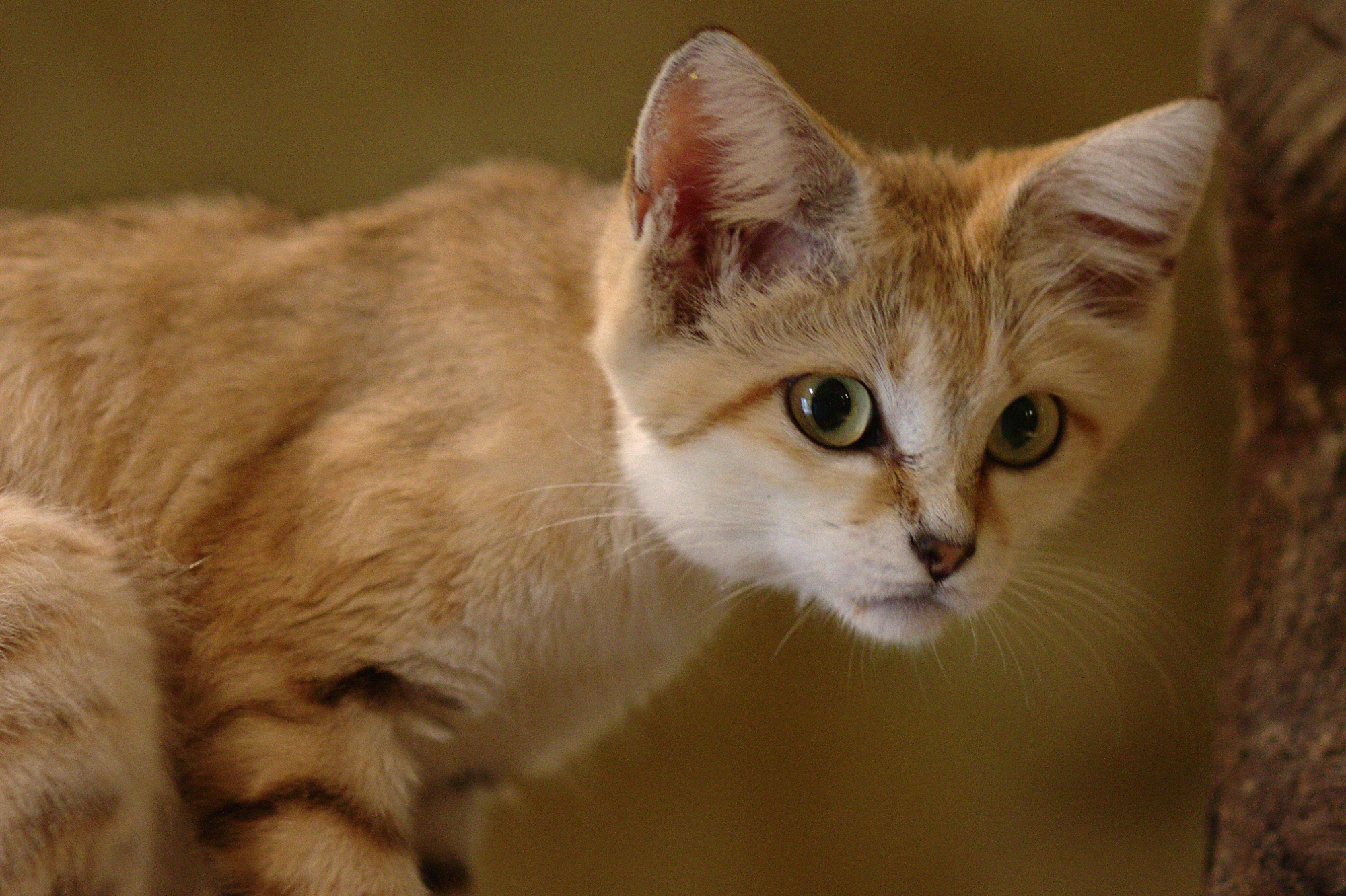
قط الرمال

تتمتع القطط المنزلية بـرؤية ليلية ممتازة ويمكن أن ترى فقط سدس مستوى الضوء المطلوب للرؤية البشرية. يرجع ذلك جزئيا إلى وجود بساط شفاف في عيون القطط والذي يعكس أي ضوء يمر عبر الشبكية إلى العين مما يزيد من حساسية العين للضوء الخافت. يدل كبر حجم حدقة العين على التكيف مع الضوء الخافت. يوجد شق عمودي في حدقة العين لدى القطط مما يتيح تركيز الضوء الساطع دون حدوث زيغ لوني. تتمدد حدقة العين لدى القطط في الإضاءة الخافتة لتغطي معظم السطح المكشوف لعينيها. ومع ذلك، فإن قدرة القطط على رؤية اللون ضعيفة نوعا ما ولديها نوعان فقط من الخلايا المخروطية التي تكون حساسة خصوصًا مع اللونين الأزرق والأخضر المصفر، بينما قدرتها على التمييز بين الأحمر والأخضر محدودة. قد تكون الاستجابة للأطوال الموجية المتوسطة من نظام آخر غير الخلايا العصوية ناتجة عن نوع ثالث من الخلايا المخروطية، ويبدو أن ذلك يُعَد تكيفا مع مستويات الإضاءة المنخفضة عوضا عن رؤية ثلاثية الألوان بالفعل.

### السمع
تكون حاسة السمع لدى القطط المنزلية أكثر حدة في النطاق الممتد من 500 هرتز إلى 32 كيلو هرتز. يمكن للقطط الكشف عن نطاق واسع للغاية من الترددات التي تتراوح من 55 هرتز إلى 79 كيلو هرتز، ويمكنها أن تسمع نطاقا يصل إلى 10.5 أوكتافات، بينما يمكن للإنسان والكلاب سماع نطاقات تبلغ نحو 9 أوكتافات. تزداد حساسية السمع لدى القطط نظرا لامتلاكها آذان خارجية كبيرة متحركة وصيوان لتضخيم الأصوات والمساعدة في اكتشاف موقع الضوضاء. يمكن للقطط الكشف عن الموجات فوق الصوتية والتي تمكنها من تتبع النداءات بالموجات فوق الصوتية التي تصدر عن فريسة من القوارض.

### الشم
تمتلك القطط المنزلية حاسة شم حادة ويرجع ذلك جزئيا إلى بصيلاتها الشمية المتطورة بالإضافة إلى سطح كبير من الغشاء المخاطي الشمي بمساحة تبلغ نحو 5.8 سنتيمترات مربعة (2.283 بوصة مربعة)، أي ضعف المساحة الموجودة لدى الإنسان. القطط والعديد من الحيوانات الأخرى لديها عضو ميكعي أنفي (عضو جاكوبسون) في أفواهها والذي يُستخدم في العملية السلوكية للتكشير حيث يقوم الحيوان بلف شفته العلوية للخلف والكشف عن أسنانه الأمامية ويستنشق عادة مع إغلاق فتحتي الأنف ثم يحتفظ بهذا الوضع غالبا لعدة ثوان. يتيح هذ السلوك الشعور ببعض الروائح بطريقة لا يستطيع البشر القيام بها. تستجيب القطط للـفيرومونات، وتستخدمها للتواصل من خلال رش البول وترك علامات باستخدام الغدد العطرية. بالإضافة إلى ذلك، تستجيب العديد من القطط بقوة للنباتات التي تحتوي على المركب العضوي نيبتالاكتون، وخاصة القطرم الحقيقي أو ما يُعرف بالنعناع البري، حيث يمكنها اكتشاف هذه المادة بأقل من جزء واحد في المليار. تتأثر نحو 70-80% من القطط بالنيبتالاكتون. تستجيب القطط أيضا لنباتات أخرى مثل الكرمة الفضية (Actinidia polygama) وعشب الناردين المخزني، قد يرجع سبب انجذاب القطط لرائحة هذه النباتات إلى محاكاتها للفيرومونات وتحفيز السلوك الاجتماعي أو الجنسي لدى القطط.

### التذوق
يوجد لدى القطط المنزلية عددا قليلا نسبيا من براعم التذوق مقارنة بالبشر (470 أو نحو ذلك مقابل أكثر من 9,000 على لسان الإنسان). تشترك القطط المنزلية والبرية في طفرة جينية لمستقبلات التذوق تمنع براعم تذوق الطعم الحلو من الارتباط بالجزيئات السكرية، مما يجعلها غير قادرة على الإحساس بالطعم الحلو، وعوضا عن ذلك تستجيب براعم التذوق لديها للأحماض والأحماض الأمينية مثل البروتين والطعم المر. تحبذ القطط أيضا درجة حرارة مميزة لطعامها حيث تفضل الطعام بدرجة حرارة نحو 38 درجة مئوية (100 درجة فهرنهايت) وهي درجة حرارة مشابهة للفريسة الطازجة، وترفض عادة الطعام المقدم إليها باردا أو مُبرّدا (مما قد يثير انتباه القطط إلى أن الطعام «الفريسة» ميتة منذ فترة طويلة وبالتالي من المحتمل أن تكون سامة أو متحللة).

### الشوارب أو الكُلبة

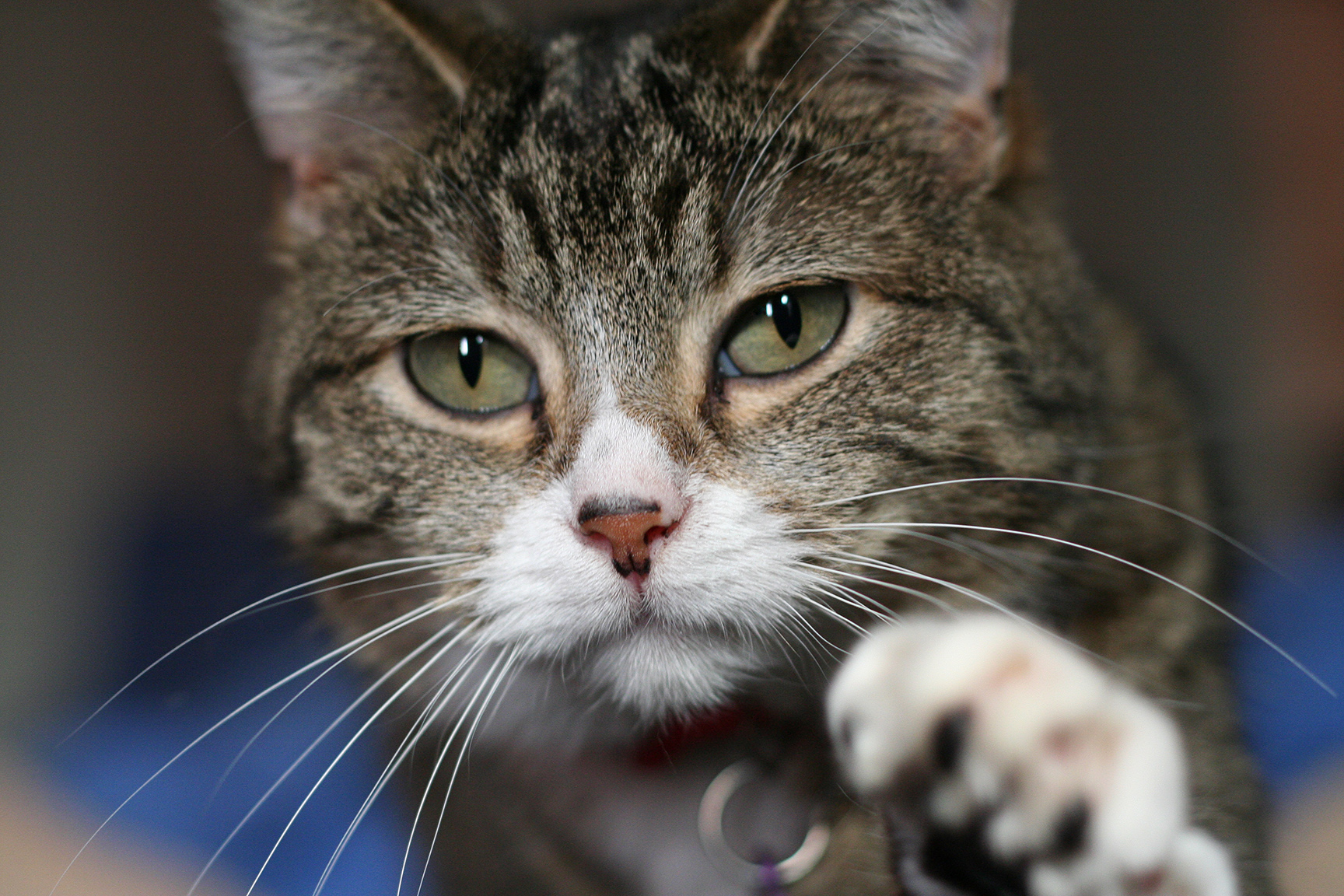
شعيرات القطط شديدة الحساسية عند اللمس

تمتلك القطط عشرات من الشوارب المتحركة (الشعرات الأنفية، أو الكُلبة) عند الوجه تحديدا لمساعدتها في التنقل والإحساس. توفر هذه الشوارب معلومات حول عرض الفجوات ومواقع الأشياء في الظلام، سواء عن طريق لمس الأشياء مباشرة أو عن طريق استشعار التيارات الهوائية، وتؤدي إلى ردود فعل واقية لحماية العين من التلف.

### التوازن

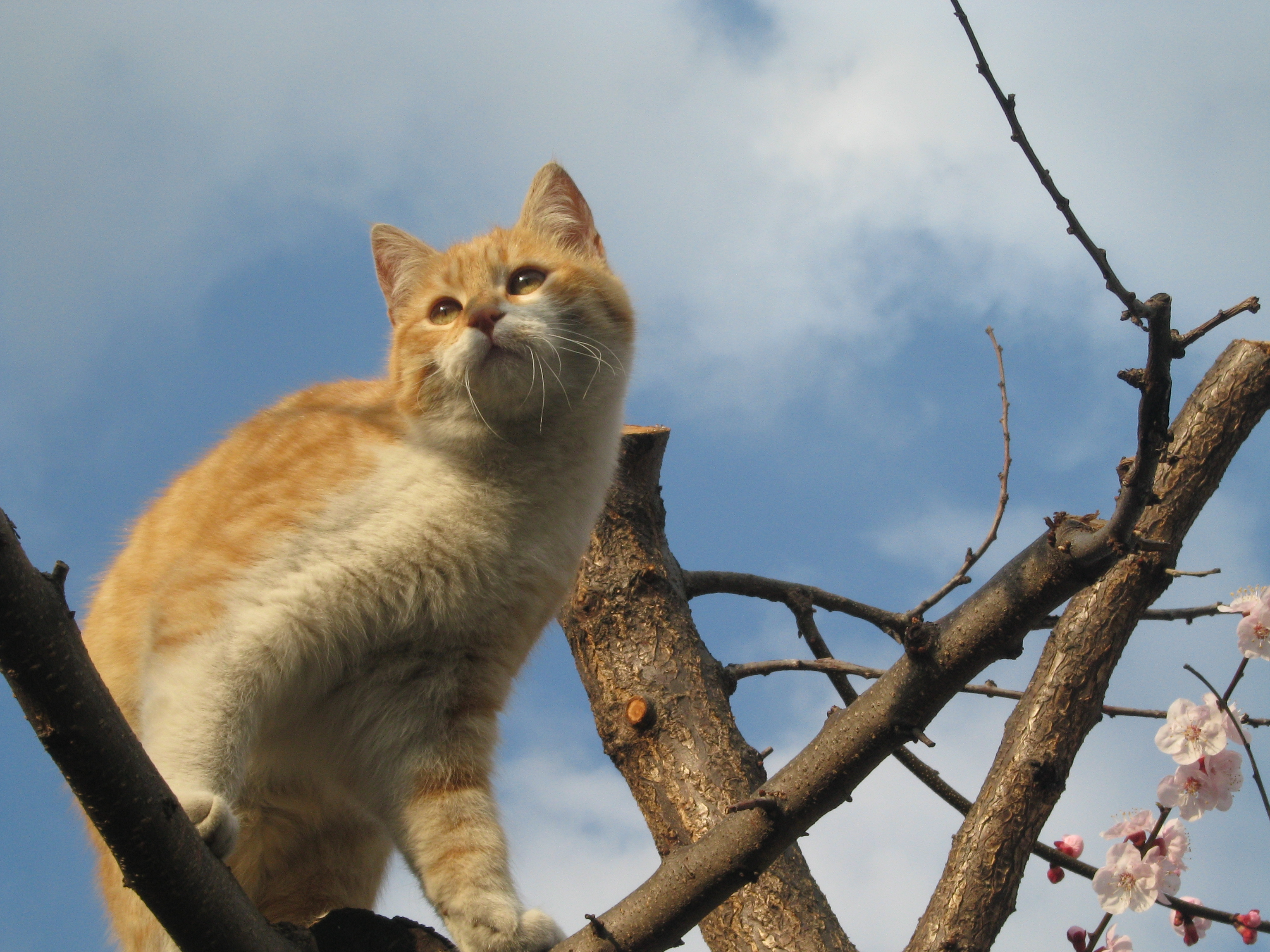
قط جاثم على غصن شجرة

معظم سلالات القطط لديها ولعا ملحوظا للجلوس أو الجثم في الأماكن المرتفعة. قد يكون المكان المرتفع بمثابة موقع مخفي يمكنها الصيد منه. تصطدم القطط المنزلية بفريستها بالانقضاض من مكان مرتفع مثل فرع شجرة. يوجد تفسير آخر محتمل لذلك وهو أن الارتفاع يمنح القطط نقطة مراقبة أفضل، مما يسمح لها باستعراض منطقتها. يمكن للقطط التي تسقط من ارتفاع يصل إلى 3 أمتار (9.8 قدما) تصحيح نفسها والهبوط على أقدامها. أثناء السقوط من مكان مرتفع، يلف القط جسمه لفًا انعكاسيًا ويصحح وضعه للهبوط على قدميه باستخدام إحساسه الحاد بالتوازن والمرونة. تُعرف هذه الحركة باسم «رد الفعل التقويمي للقطط». تحافظ القطط دائما على نفسها بذات الطريقة أثناء السقوط، إذا كان لديها ما يكفي من الوقت للقيام بذلك، كما هو الحال عند السقوط من 90 سنتيمتر (2.11 قدما) أو أكثر. أُجريت دراسة حول قدرة وكيفية القطط على تصحيح وضعيتها عند السقوط تحت عنوان «مسألة سقوط القط».

## السلوك
للاطلاع: ذكاء القطط
تنشط القطط في الخلاء ليلا ونهارا على الرغم من أنها تميل إلى أن تكون أكثر نشاطا بقليل في الليل. تقضي القطط المنزلية معظم وقتها بالقرب من منازلها، ولكن يمكنها التنقل لمئات الأمتار من هذه النقطة المركزية. تقوم القطط بتأسيس مناطق خاصة بها تختلف اختلافا كبيرا في الحجم، حيث أظهرت إحدى الدراسات أن تلك المناطق تمتد من 70,000 متر مربع إلى 280,000 متر مربع (17-69 فدانا). يعتبر توقيت نشاط القطط مرنا ومتنوعا، مما يعني أن القطط المنزلية قد تكون أكثر نشاطا في الصباح والمساء كرد فعل لنشاط بشري أكبر في هذه الأوقات.
تحافظ القطط على طاقتها من خلال النوم أكثر من معظم الحيوانات، خاصة مع التقدم في السن. تختلف المدة اليومية التي تستغرقها القطط في النوم عادة ما بين 12-16 ساعة، مع متوسط يبلغ 13-14 ساعة. يمكن لبعض القطط النوم لمدة تصل إلى 20 ساعة. يشير مصطلح «قيلولة القطط» للراحة القصيرة إلى ميل القطط إلى النوم (الخفيف) لفترة وجيزة. تعاني القطط أثناء النوم لفترات قصيرة من نوم حركة العين السريعة وغالبا ما يصاحبها تشنجات عضلية مما يشير إلى أنها تحلم.

### المؤانسة

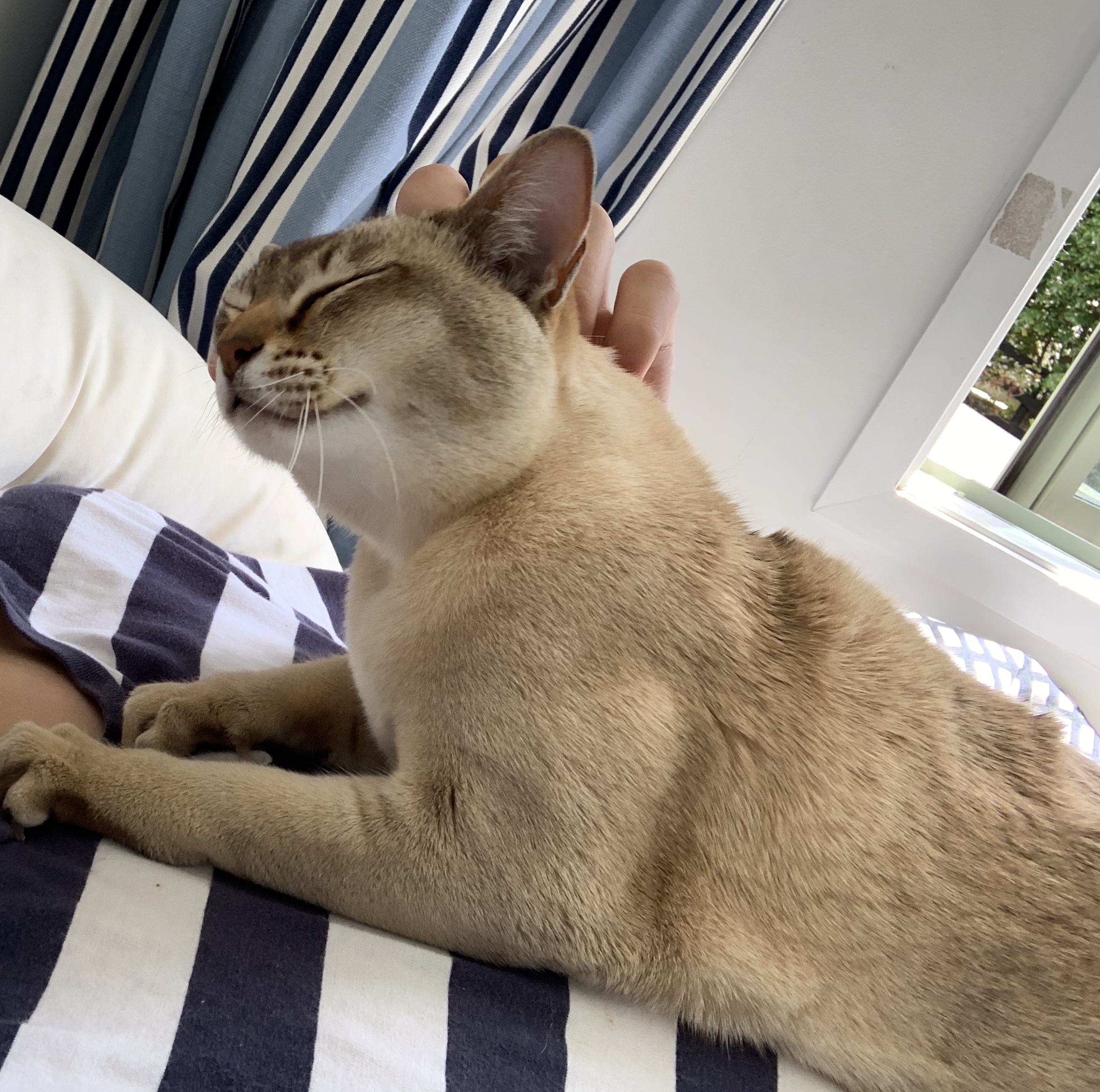
سلوك اجتماعي لقط مستلقٍ على صدر إنسان

يراوح السلوك الاجتماعي للقطط المنزلية من أفراد منتشرين على نطاق واسع إلى مستعمرات من القطط البرية تؤسسها مجموعات من الإناث المتعاونة حيث تتجمع المستعمرات حول مصدر غذائي. عادة ما تكون إحدى القطط هي المهيمنة على الآخرين ضمن تلك المجموعات. يمتلك كل من القطط في المستعمرة منطقة متميزة مع سيطرة الذكور النشطين جنسيا على أكبر المناطق والتي قد تصل إلى 10 مرات أكبر من تلك الخاصة بالإناث وقد تتداخل مع العديد من مناطق الإناث. تُميّز هذه المناطق عن طريق رش البول وفرك الأشياء على ارتفاع الرأس بإفرازات من غدد الوجه والتغوط. بين هذه المناطق توجد مناطق محايدة حيث تشاهد القطط وتحيي بعضها البعض دون نشوب صراعات على المناطق الخاصة. خارج تلك المناطق المحايدة عادة ما تقوم القطط من أصحاب المناطق بمطاردة القطط الغريبة، في البداية عن طريق التحديق والهسهسة والهدير، وفي حال عدم نجاح ذلك تقوم القطط بشن هجمات قصيرة ولكن صاخبة وعنيفة. على الرغم من هذا التنظيم الاستعماري، لا تملك القطط إستراتيجية بقاء اجتماعيا أو سلوك القطيع، ودائما ما تصطاد بمفردها.
أدت حياة القطط بالقرب من البشر والحيوانات الأليفة الأخرى إلى تكيف اجتماعي تكافلي، وقد تُعبر القطط عن عاطفة كبيرة تجاه البشر أو الحيوانات الأخرى. من ناحية علم السلوك الحيواني، يلعب أصحاب القطط من البشر دور الأم البديلة للقطط. تقضي القطط البالغة حياتها في طفولة ممتدة كأنها قططا صغيرة، وهو شكل من أشكال استدامة المرحلة اليرقية السلوكية. قد تحاكي أصوات القطط عالية النبرة صرخات رضيع بشري جائع، مما يجعل تجاهلها صعبا على البشر خصوصًا. ومع ذلك فإن بعض القطط الأليفة تفتقر إلى السلوك الاجتماعي. تُظهر القطط الأكبر سنا بالتحديد عدوانية تجاه القطيطات التي تصل حديثا ويشمل ذلك السلوك العض والخدش، ويُعرف هذا النوع من السلوك بالعدوانية الاجتماعية للقطط.
من المعتقد أن سلوك فرك القطط المنزلية لأجسامها على البشر أو القطط الأخرى هو وسيلة للترابط الاجتماعي لدى القطط.

### التواصل
للاطلاع: تواصل القطط
تستخدم القطط المنزلية العديد من الأصوات للتواصل، بما في ذلك الخرخرة والتكرير والهسهسة والزمجرة والشخير والكثير من أشكال المواء المختلفة. تشمل لغة الجسد لدى القطط وضع الأذنين والذيل واسترخاء الجسم كله وعجن الكفوف وتُعتبر كلها مؤشرات على حالتها المزاجية. الذيل والأذنان آليات إشارة اجتماعية مهمة لدى القطط خصوصًا. يشير الذيل المرتفع إلى التحية الودية، والآذان المسطحة تُعبر عن العدوانية، ويشير رفع الذيل إلى مواقع القطط في التدرج الاجتماعي للمجموعة، حيث يرفع الأفراد المهيمنون ذيولهم أقل من المرؤوسين. القطط البرية صامتة عمومًا. يُعتبر لمس الأنف بالأنف أيضا تحية شائعة ويمكن أن يتبع ذلك سلوكا اجتماعيا من خلال تنظيف القطط لبعضها البعض، وهو ما تطلبه القطط عن طريق رفع وإمالة رؤوسها.
نشوء الخرخرة كميزة تطورية قد يكون بمثابة آلية للإشارة إلى طمأنة الأمهات للقطيطات عند إرضاعها. غالبا ما تخرخر القطط بعد الرضاعة كعلامة دالة على الرضا، وعند المداعبة أو الاسترخاء، أو عند تناول الطعام. من الصعب تفسير آلية الخرخرة لدى القطط. ليس لدى القطط خاصية تشريحية فريدة مسؤولة بوضوح عن صوت الخرخرة.

### التنظيف

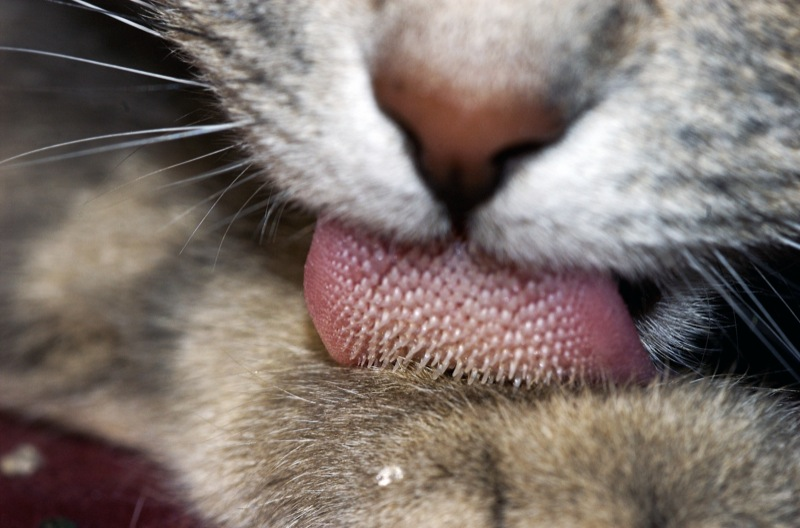
تعمل الحليمات المعقوفة الموجودة على لسان القط كـفرشاة الشعر للمساعدة في تنظيف الفراء وفك تشابكه

تشتهر القطط بقضاء وقت طويل في لعق فرائها للحفاظ على نظافته. يحتوي لسان القطط على أشواك متجهة للخلف يبلغ طولها نحو 500 ميكرومتر تُسمى الحليمات اللسانية وتحتوي على مادة الكيراتين مما يجعلها خشنة، لذلك تعمل الحليمات مثل فرشاة الشعر. تقوم بعض القطط - خاصة القطط طويلة الشعر - بإخراج كرات الشعر من الفراء كانت قد تجمعت في بطونها من التنظيف. عادة ما تخرج كتل الفراء هذه على شكل سجق ويُراوح طولها من 2 إلى 3 سنتيمتر (0.75 إلى 1.25 بوصة). يمكن الحد من كرات الشعر عن طريق العلاجات التي تسهل إزالة الشعر من خلال القناة الهضمية، بالإضافة إلى التسريح المنتظم للفراء بمشط أو فرشاة خشنة.

### المعاركة

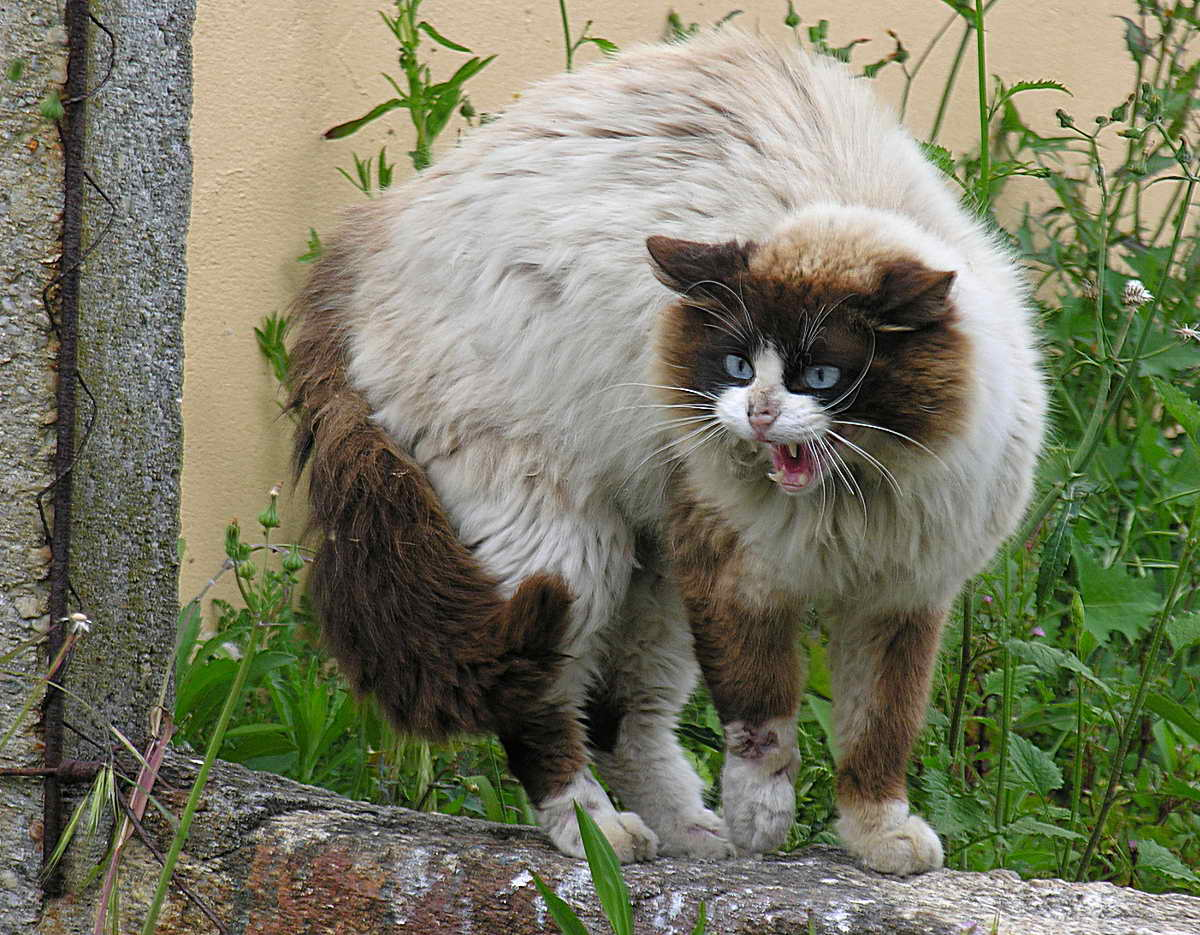
من علامات السلوك العدواني لدى القطط المنزلية: تقويس الظهر ونفش الفراء مع إصدار صوت الهسهسة

يتعارك ذكور القطط المنزلية أكثر من الإناث. السبب الأكثر شيوعا للمشاجرات بين القطط البرية هو التنافس بين ذكرين للتزاوج مع أنثى. في مثل هذه الحالات، يفوز الذكر الأثقل وزنا بمعظم المعارك. من الأسباب الشائعة الأخرى للعراك بين القطط المنزلية هو صعوبة إنشاء مناطق داخل منزل صغير. تتشاجر إناث القطط أيضا على المناطق أو للدفاع عن قطيطاتها الصغيرة. تقضي عملية الإخصاء على هذا السلوك أو تحد منه في كثير من الحالات، مما يشير إلى ارتباط هذا السلوك بـالهرمونات التناسلية.
عندما تصبح القطط عدوانية فهي تحاول أن تبدو أكبر حجما وأكثر تهديدا من خلال نفش فرائها وتقويس ظهورها والتقلب من جنب إلى جنب مع إصدار صوت الهسهسة أو البصق. في كثير من الأحيان، تُوجه الأذنين إلى الأسفل والخلف لتجنب تلف الأذن الداخلية وربما الاستماع إلى أي تغييرات وراءهما أثناء التركيز للأمام. يمكن للقطط أيضا إصدار أصواتا عالية والتكشير عن أسنانها في محاولة لزيادة تخويف الخصم. تتألف المعارك عادة من المصارعة وتوجيه صفعات قوية على الوجه والجسم بالقدمين بالإضافة إلى العض. وتقوم القطط أيضا بإلقاء نفسها على الأرض في وضع دفاعي لخدش بطن الخصم باستخدام الأرجل الخلفية القوية.
من النادر حدوث أضرارا جسيمة بعد المعارك حيث أنها عادة ما تستغرق وقتا قصيرا، مع هروب القط الخاسر متكبدا القليل من الخدوش على الوجه والأذنين. على الرغم من ذلك فإن المعارك على حقوق التزاوج عادة ما تكون أكثر شدة وقد تشمل الإصابات الجروح العميقة والتمزقات. غالبا ما تقتصر الإصابات الخطيرة من المعاركات على عدوى الخدوش والعضات، ومن المحتمل لهذه الإصابات أن تقتل القطط في حال لم تُعالج. بالإضافة إلى ذلك، ربما تكون العضات هي المسبب الرئيسي لانتقال فيروس نقص المناعة لدى القطط. عادة ما يشارك الذكور النشطون جنسيا في العديد من المشاجرات خلال حياتهم، وغالبا ما يتعرضون للضرب على وجوههم بندوب واضحة وجروح في الأذنين والأنف.

### الصيد والتغذية
للاطلاع: غذاء القطط

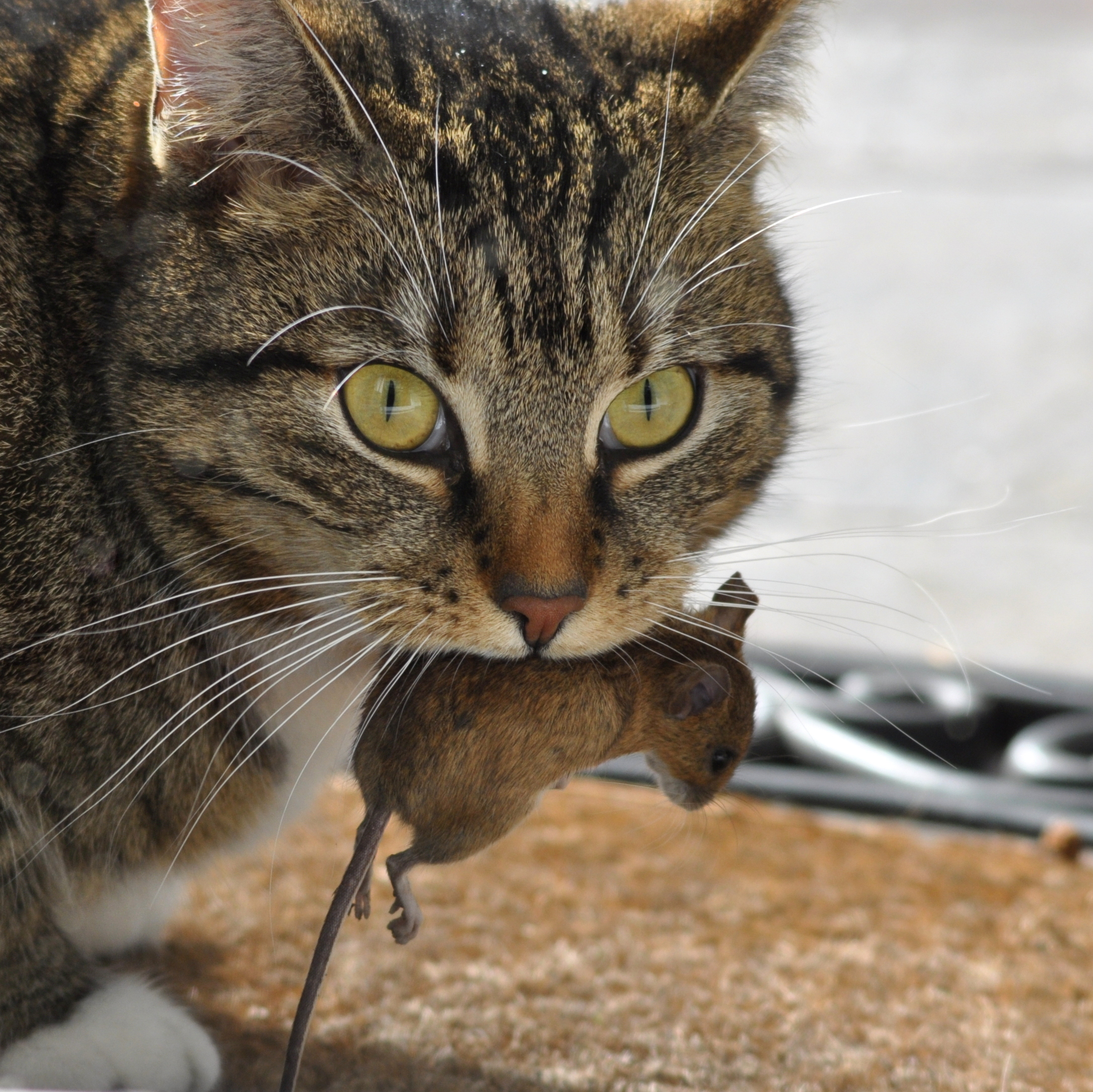
قط منزلي مع فريسته

لا يكفي شكل وبنية خدود القطط لمص السوائل، فهي تحرك لسانها لسحب السوائل إلى الأعلى في أفواهها. تحرك القطط لسانها بمعدل أربع مرات في الثانية من خلال ملامسة الطرف الأملس من اللسان إلى سطح الماء وسحبه إلى الأعلى بسرعة مثل آلية اللولب.
القطط البرية والقطط المنزلية التي تتغذى بحرية تستهلك عدة وجبات صغيرة في اليوم. يختلف تواتر وحجم الوجبات بين الأفراد. تختار القطط طعامها على أساس درجة حرارته ورائحته وملمسه، فهي تكره الأطعمة المُبرّدة وتستجيب بشدة للأطعمة الرطبة الغنية بالأحماض الأمينية التي تشبه اللحوم. ترفض القطط النكهات الجديدة (يُطلق على ذلك مصطلح «نيوفوبيا» أي رهاب الجديد) وتتعلم بسرعة تجنب الأطعمة التي لم تنل على استحسانها في الماضي. وأنها تتجنب الحليب والأطعمة حلوة المذاق. معظم القطط البالغة لا تتحمل اللاكتوز حيث أن السكر الموجود في الحليب لا يسهل هضمه وقد يسبب برازا لينا أو إسهالا. بالإضافة إلى ذلك يطور بعض القطط عادات أكل غريبة مثل تناول أو مضغ أشياء كالصوف أو البلاستيك أو الكابلات أو الورق أو الخيوط أو رقائق الألومنيوم أو حتى الفحم. يُطلق على هذه الحالة فساد الشهوة ويمكن أن تهدد صحة القطط استنادا إلى كمية وسُمِّية العناصر التي تؤكل. تصطاد القطط الفرائس الصغيرة وخاصة الطيور والقوارض، وغالبا ما تُستخدم القطط كشكل من أشكال مكافحة الآفات. تتمثل استراتيجيات الصيد المستخدمة من قبل القطط إما بمطاردة الفريسة بنشاط، أو الصيد بالمباغتة عن طريق الانتظار في كمين حتى تقترب الفريسة بدرجة كافية لأسرها. تعتمد الاستراتيجية المستخدمة على أنواع الفرائس في المنطقة، حيث تنتظر القطط في كمين خارج الجحور، لكنها تميل إلى مطاردة الطيور بنشاط. القطط المنزلية هي مفترس رئيسي للحياة البرية في الولايات المتحدة، وتقتل ما يقدر بنحو 1.4 إلى 3.7 مليار طائر و6.9 إلى 20.7 مليار من الثدييات سنويا. تبدو بعض الأنواع أسرع بالتأثر من غيرها. على سبيل المثال، 30% من وفيات عصفور دوري مرتبطة بالقطط المنزلية، وهي مسؤولة عن 31% من وفيات طائر أبو الحناء الأوروبي وعصفور الشوك. في أجزاء من أمريكا الشمالية، يقلل وجود آكلات اللحوم الكبيرة مثل القيوط التي تفترس القطط وغيرها من الحيوانات المفترسة الصغيرة من تأثير افتراس القطط وغيرها من الحيوانات المفترسة الصغيرة مثل الأبسوم والراكون على أعداد الطيور وتنوعها.

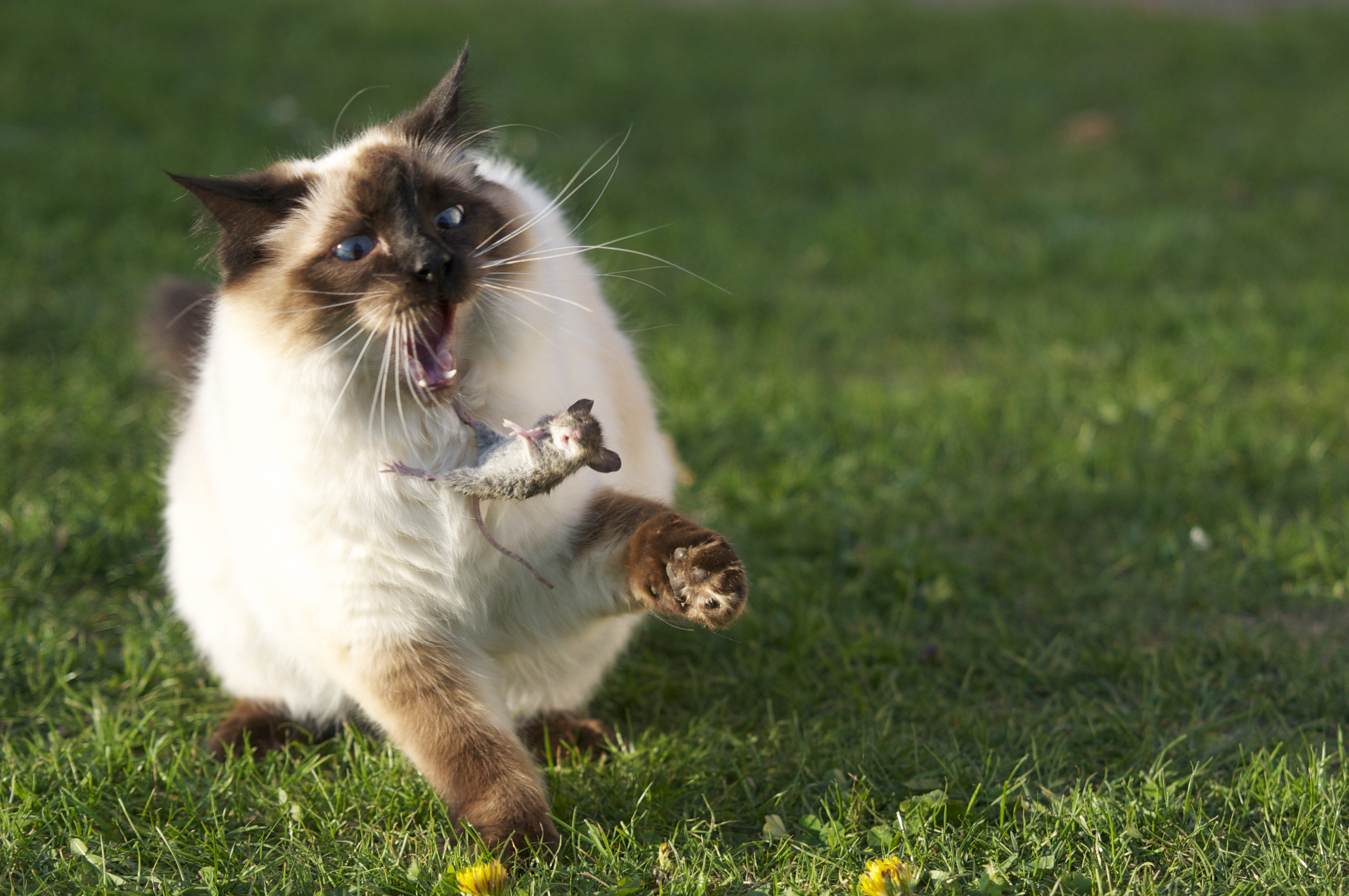
تلعب القطط مع فريستها لإضعافها أو إنهاكها قبل قتلها

ربما يكون العنصر الأكثر شهرة في سلوك الصيد لدى القطط والذي عادة ما يُساء فهمه وغالبا ما يزعج أصحاب القطط من البشر لأنه يبدو وكأنه عملية تعذيب، هو أن القطط غالبا ما تبدو وكأنها «تلعب» بالفريسة من خلال إطلاقها بعد أسرها. يرجع سلوك لعبة القط والفار هذا إلى ضرورة غريزية للتأكد من أن الفريسة ضعيفة بما يكفي لقتلها دون تعريض القطط للخطر.
من الأمور الأخرى غير المفهومة جيدا في سلوك صيد القطط هو عندما تقوم القطط بتقديم فرائسها إلى أصحابها من البشر. أحد التفسيرات هو أن القطط تعتبر البشر من ضمن مجموعتها الاجتماعية وتُشارك فريستها مع الآخرين في المجموعة وفقا للتسلسل الهرمي للهيمنة، حيث تعتبر البشر كما لو كانوا في القمة أو بالقرب منها. من التفسيرات الأخرى هو محاولة القطط تعليم الصيد لأصحابها من البشر أو مساعدتهم كما لو كانوا يُطعِمون «قطا مُسِنا أو قطيطة صغيرة عاجزة». تتعارض هذه الفرضية مع حقيقة أن ذكور القطط تجلب أيضا فرائسها إلى المنزل على الرغم من دور الذكور الضئيل في تربية القطيطات الصغيرة.

### الأثر على الحياة البرية
يمكن أن تشكل الطيور المتواجدة في الجزر نسبة تصل إلى 60% من النظام الغذائي للقطط. على الرغم من ذلك، لا يمكن تحديد القطط بأنها المسبب الوحيد لتقليل أعداد الطيور في الجزر في جميع الحالات تقريبا، وفي بعض الحالات تسبب القضاء على القطط في تأثير «إطلاق المفترس المتوسط»، حيث يؤدي قمع كبار الحيوانات آكلة اللحوم إلى وجود وفرة من الحيوانات المفترسة الأصغر التي تسبب انخفاضا حادا في فرائسها المشتركة. ومع ذلك، من المعروف أن القطط المنزلية هي عامل مساهم في تدهور العديد من الأنواع، وهو عامل أدى في النهاية إلى الانقراض في بعض الحالات. من ضمن قائمة طويلة لطيور ساهمت القطط في انقراضها: طائر ساوث آيلاند بيو بيو (Turnagra capensis)، وطائر شاتام ريل (Cabalus modestus)، وطائر البلقشة الأوكلاندية (Mergus australis)، وأشد الحالات هو انقراض عصفور ليال (Traversia lyalli) الذي لا يطير والذي انقرض بعد سنوات قليلة فقط من اكتشافه. تسبب أحد القطط البرية في نيوزيلندا في مقتل 102 من الخفافيش قصيرة الذيل (Mystacina tuberculata) في غضون سبعة أيام. تقتل القطط المنزلية والبرية والطليقة ما يقدر بنحو 6.3 - 22.3 مليار من الثدييات سنويا في الولايات المتحدة.
تأثير القطط على الثدييات في أستراليا أكبر من تأثير تدمير المساكن الطبيعية. تقتل القطط البرية أكثر من مليون من الزواحف كل يوم مما يمثل 258 نوعا. ساهمت القطط في انقراض سحلية نافاسا ذات الذيل الملفوف (Leiocephalus eremitus) وسحلية سقنقور الرأس الأخضر العملاق (Chioninia coctei).

### اللعب
تشتهر القطط المنزلية وخاصة القطيطات الصغيرة بحب اللعب. هذا السلوك يحاكي الصيد مما يشكل أهمية في مساعدة القطط على تعلم مطاردة الفريسة والتقاطها وقتلها. تشارك القطط أيضا في لعبة المعاركة مع بعضها البعض ومع البشر. قد يكون هذا السلوك وسيلة للقطط لممارسة المهارات اللازمة للقتال الحقيقي، وقد يقلل أيضا من أي خوف تربطه القطط بشن هجمات على الحيوانات الأخرى.
تميل القطط أيضا إلى اللعب بالألعاب أكثر عندما تشعر بالجوع. بسبب التشابه الوثيق بين اللعب والصيد، تفضل القطط اللعب بأشياء تشبه الفريسة، مثل الألعاب الصغيرة ذات الفرو التي تتحرك بسرعة، ولكنها سرعان ما تفقد الاهتمام. تعتاد القطط على لعبة سبق لها اللعب بها من قبل. غالبا ما تستخدم الخيوط كلعبة، ولكن إذا أُكلت يمكن أن تعلق في قاعدة اللسان ثم تنتقل إلى الأمعاء، وهي حالة طبية طارئة يمكن أن تسبب مرضا خطيرا قد يؤدي إلى الموت. نظرا للمخاطر التي يشكلها أكل القطط للخيوط، تُستبدل الخيوط أحيانا بنقطة مؤشر الليزر التي تستطيع القطط مطاردتها.

### التكاثر
للاطلاع: قطيط

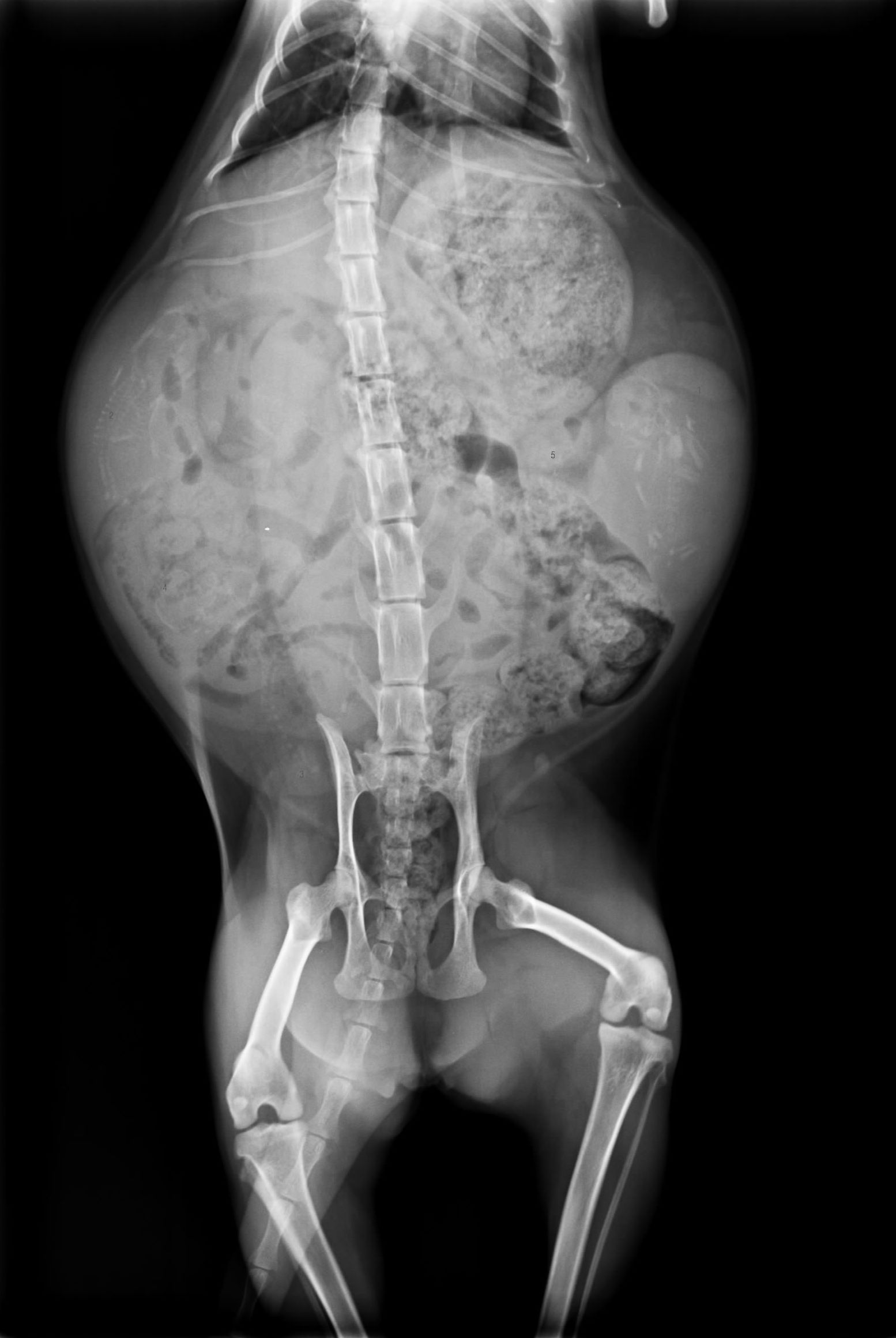
تصوير شعاعي لقطة حامل تظهر به الهياكل العظمية لأجنة على يمين ويسار الرحم

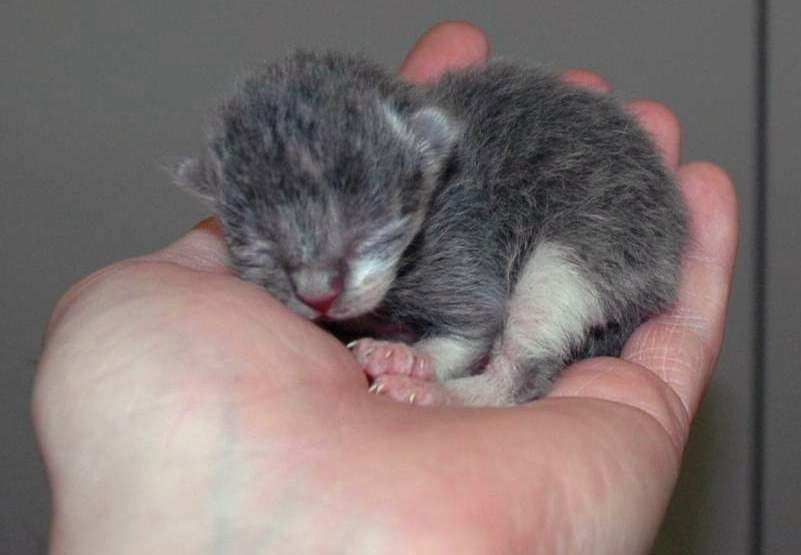
قطيط حديث الولادة

أنثى القطط - تُسمى الملكة - متعددة الودق مع عدة دورات شبق خلال العام، وتستمر عادة 21 يوما. غاليا ما تكون القطة مستعدة للتزاوج بين أوائل فبراير وأغسطس.
ينجذب العديد من ذكور القطط - يُطلق عليهم قطط توم - إلى الأنثى أثناء دورتها. يتقاتل الذكور عليها وينال المنتصر حق التزاوج. ترفض الأنثى الذكر في البداية، ولكنها تسمح له بالتزاوج في نهاية المطاف. تُطلق الأنثى أصواتا عالية عندما ينسحب الذكر منها لأن قضيب القط الذكر به شريط من الأشواك القضيبية المتجهة للخلف يُراوح عددها من 120 إلى 150، ويبلغ طولها نحو 1 مليمتر (0.03125 بوصة)، عند انسحاب القضيب تحتك الأشواك بجدران مهبل الأنثى، مما يؤدي إلى حدوث إباضة. يؤدي هذا الفعل أيضا إلى تنظيف المهبل من الحيوانات المنوية الأخرى عند حدوث التزاوج الثاني (أو أكثر) مما يعطي الذكور المتأخرين فرصة أكبر لأن تحمل الأنثى من حيواناتهم المنوية.
تقوم الأنثى بعد التزاوج بتنظيف فرجها جيدا وتهاجم الذكر إذا حاول التزاوج معها في هذه المرحلة. تتكرر الدورة بعد نحو 20 إلى 30 دقيقة بمجرد أن تنتهي الأنثى من التنظيف. لا تحدث الإباضة دائما من تزاوج واحد، لذلك قد لا تحبل الإناث من الذكر الأول الذي تتزاوج معه، والقطط متعددة الإخصاب، أي أن الأنثى قد تتزاوج مع أكثر من ذكر واحد عندما تكون في دورتها مما يترتب عليه اختلاف آباء القطيطات الناتجة عن البطن الواحد.
تتكون التوتية بعد 124 ساعة من الحمل، وتتشكل الكيسة الأريمية المبكرة في الساعة 148. يحدث انغراس الجنين في غضون 10-12 يوما. يستمر حبل الملكات ما بين 64 و67 يوما، بمتوسط 65 يوما.
جُمِعت بيانات حول القدرة الإنجابية لأكثر من 2,300 من الملكات الطليقة في دراسة أُجريت بين مايو 1998 وأكتوبر 2000. نتج عن البطن الواحد من 1 إلى 6 قطيطات، بمعدل 3 قطيطات، وبلغ متوسط البطون 1.4 في السنة وبحد أقصى 3 بطون في السنة. من بين 169 قطيطا، مات 127 قبل أن بلوغ عمر 6 أشهر جراء الأذى من هجمات الكلاب وحوادث الطرق في معظم الحالات. عادة ما ينتج عن البطن الأول أصغر عدد من القطيطات مقارنة مع البطون اللاحقة. تُفطم القطيطات عندما تبلغ من العمر ما بين 6 إلى 7 أسابيع. تصل الملكات عادة إلى مرحلة النضج الجنسي في عمر 5-10 أشهر، والذكور في عمر 5-7 أشهر. يختلف ذلك باختلاف سلالة القطط. تصل القطط إلى سن البلوغ في سن 9-10 أشهر.
تصبح القطط جاهزة للذهاب إلى منازل جديدة تقريبا في عمر 12 أسبوعا عندما تكون على استعداد لترك أمهاتها. يمكن تعقيمها أو إخصاءها جراحيا في وقت مبكر ابتداء من عمر 7 أسابيع للحد من التكاثر غير المرغوب فيه. تمنع هذه الجراحة أيضا السلوك غير المرغوب فيه المرتبط بالرغبة الجنسية، مثل العدوانية ووضع علامات على المنطقة (رش البول) عند الذكور، والصفير (النداءات) عند الإناث. جرت العادة على إجراء هذه الجراحة في عمر 6 إلى 9 أشهر تقريبا، ولكن تُجرى بتزادي قبل سن البلوغ في عمر 3 إلى 6 أشهر تقريبا. يُخصَى نحو 80% من القطط المنزلية في الولايات المتحدة.

## دورة الحياة والصحة

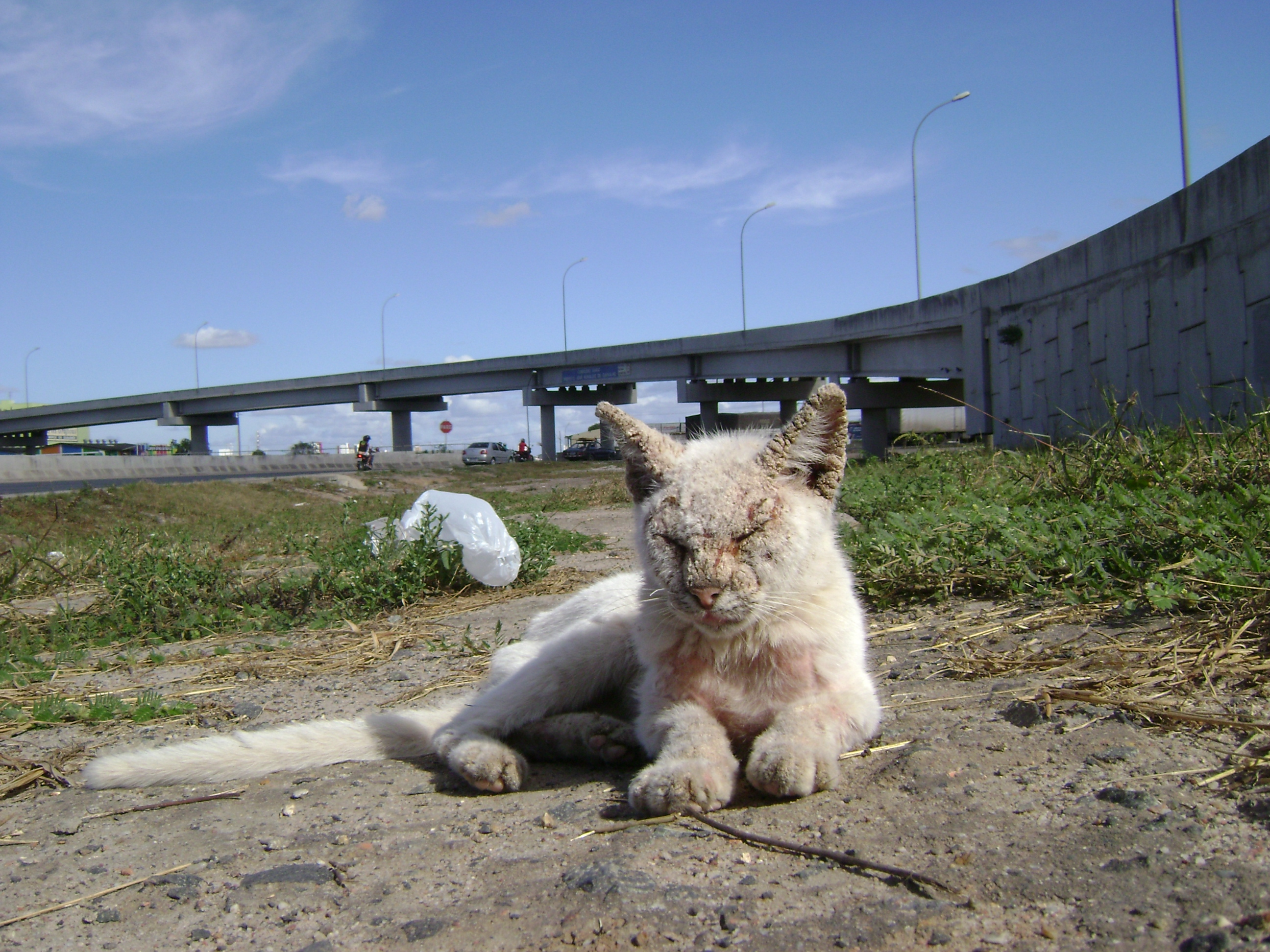
قط مُهمَل شبه أبيض يعاني من المرض في فييرا دي سانتانا، البرازيل

ارتفع متوسط عمر القطط الأليفة في العقود الأخيرة، حيث كان يبلغ نحو 7 سنوات في أوائل ثمانينيات القرن الماضي، ثم ارتفع إلى عمر 9.4 سنوات في العام 1995، وعمر 15.1 سنة في العام 2018. سُجّلت حالات عن بقاء بعض القطط على قيد الحياة حتى الثلاثينيات من عمرها، وأكبر قطة معمرة معروفة جرى التحقق منها تُدعى (Creme Puff) ماتت في سن 38 عاما.
تساهم عملية التعقيم أو الإخصاء بزيادة متوسط العمر المتوقع، حيث أظهرت إحدى الدراسات أن ذكور القطط المخصية تعيش ضعف عمر الذكور السليمة، بينما تعيش الإناث التي أُخصيت بنسبة 62% أطول من الإناث السليمة. لن يصاب الذكر المخصي بـسرطان الخصية، ولا يمكن للإناث التي عُقّمت الإصابة بـسرطان الرحم أو سرطان المبيض، وكلاهما لديهما مخاطر أقل للإصابة بسرطان الثدي.
على الرغم من القلق المنتشر بشأن صحة القطط الطليقة، فإن أعمار القطط البرية التي عُقمت وأُخصِيت في المستعمرات المُدارة تقارَن مقارنة إيجابية مع القطط الأليفة.

### الأمراض
حدد نحو 250 اضطرابا جينيا بالوراثة لدى القطط، وكثيرا منها يشبه الأخطاء الأيضية الخلقية لدى البشر. يسمح المستوى العالي من التشابه بين عملية الأيض للثدييات بتشخيص العديد من الأمراض التي تصيب القطط باستخدام الفحوص الجينية التي طُورت في الأصل لاستخدامها في البشر، وكذلك استخدام القطط كنماذج حيوانية في دراسة الأمراض التي تصيب الإنسان. تشمل الأمراض التي تصيب القطط المنزلية الالتهابات الحادة والأمراض الطفيلية والإصابات والأمراض المزمنة مثل اعتلال الكلى وأمراض الغدة الدرقية والتهاب المفاصل. أصبحت التطعيمات للعديد من الأمراض المعدية والعلاجات للقضاء على الطفيليات مثل الديدان والبراغيث متاحةً ومتوفرة.

## علم البيئة

### المسكن الطبيعي

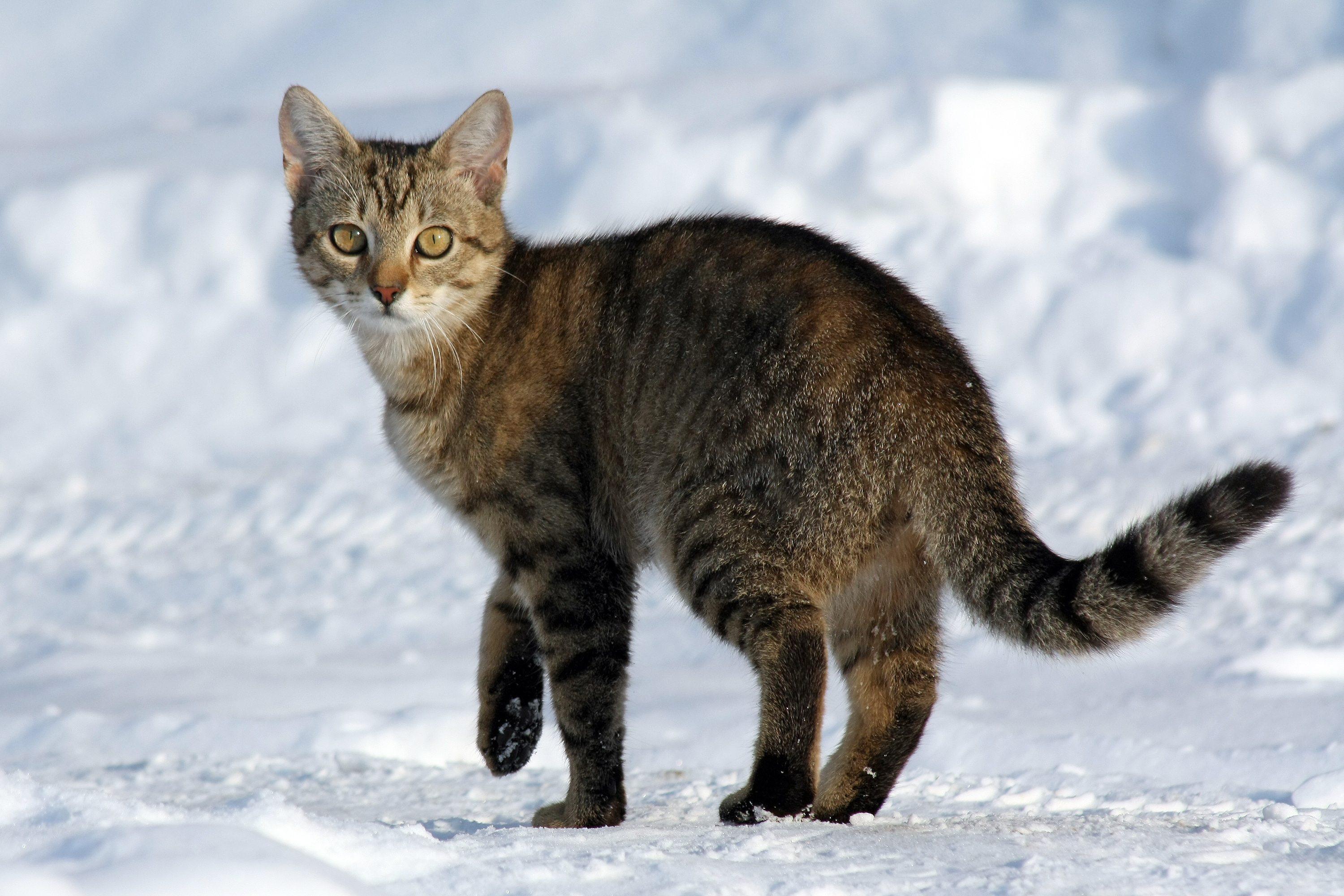
قط عتابي في طقس ثلجي

القط المنزلي هو نوع عالمي ويتواجد في معظم أنحاء العالم. تتمتع القطط المنزلية بالقدرة على التكيف وهي موجودة الآن في شتى أنحاء القارات باستثناء القارة القطبية الجنوبية، وعلى 118 من أصل الجزر الرئيسية البالغ مجموعها 131، وحتى في الجزر المعزولة مثل جزر كيرغولين. القطط المنزلية من بين أكثر الأنواع المجتاحة في العالم نظرا لقدرتها على الازدهار في أي موطن أرضي تقريبا. يمكن للقطط المنزلية التزاوج بسهولة مع القطط البرية حيث أن اختلاف بينهما قليل. يشكل هذا التهجين خطرا على التمايز الجيني لبعض مجموعات القطط البرية، لا سيما في اسكتلندا والمجر وربما أيضا شبه الجزيرة الأيبيرية. تعيش القطط البرية على الجزر الصغيرة غير المأهولة بالبشر. يمكن أن تعيش القطط البرية في الغابات والأراضي العشبية والتندرا والمناطق الساحلية والأراضي الزراعية والأدغال والمناطق الحضرية والمناطق الرطبة.

### القطط البرية

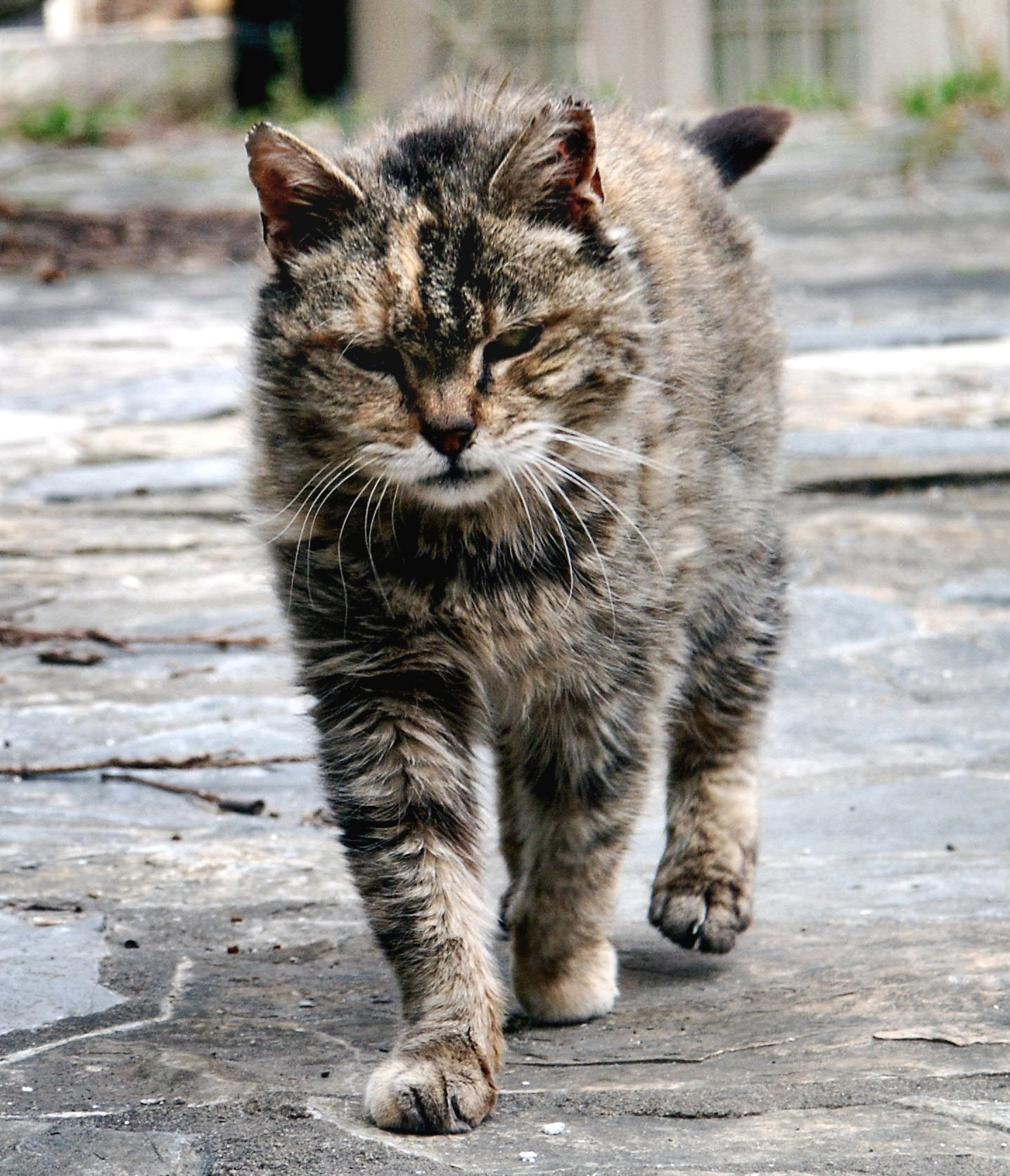
قط مزارع بري

القطط البرية هي قطط منزلية عادت إلى الحالة البرية أو تكون قد وُلدت خارج المنزل، ولا تألف البشر مع توخيها الحذر عند الاقتراب منهم، وتتجول بحرية في المناطق الحضرية والريفية. لا يُعرف عدد القطط البرية لكن يُقدر في الولايات المتحدة بنحو 25 إلى 60 مليونا. قد تعيش القطط البرية بمفردها ولكن يوجد معظمها في مستعمرات كبيرة تحتل منطقة معينة، وعادة ما ترتبط بمصدر للغذاء. تتواجد مستعمرات شهيرة للقطط البرية في روما حول الكولوسيوم والمنتدى الروماني، حيث يجري إطعام القطط في بعض من هذه المواقع مع تقديم الرعاية الطبية من قبل المتطوعين.

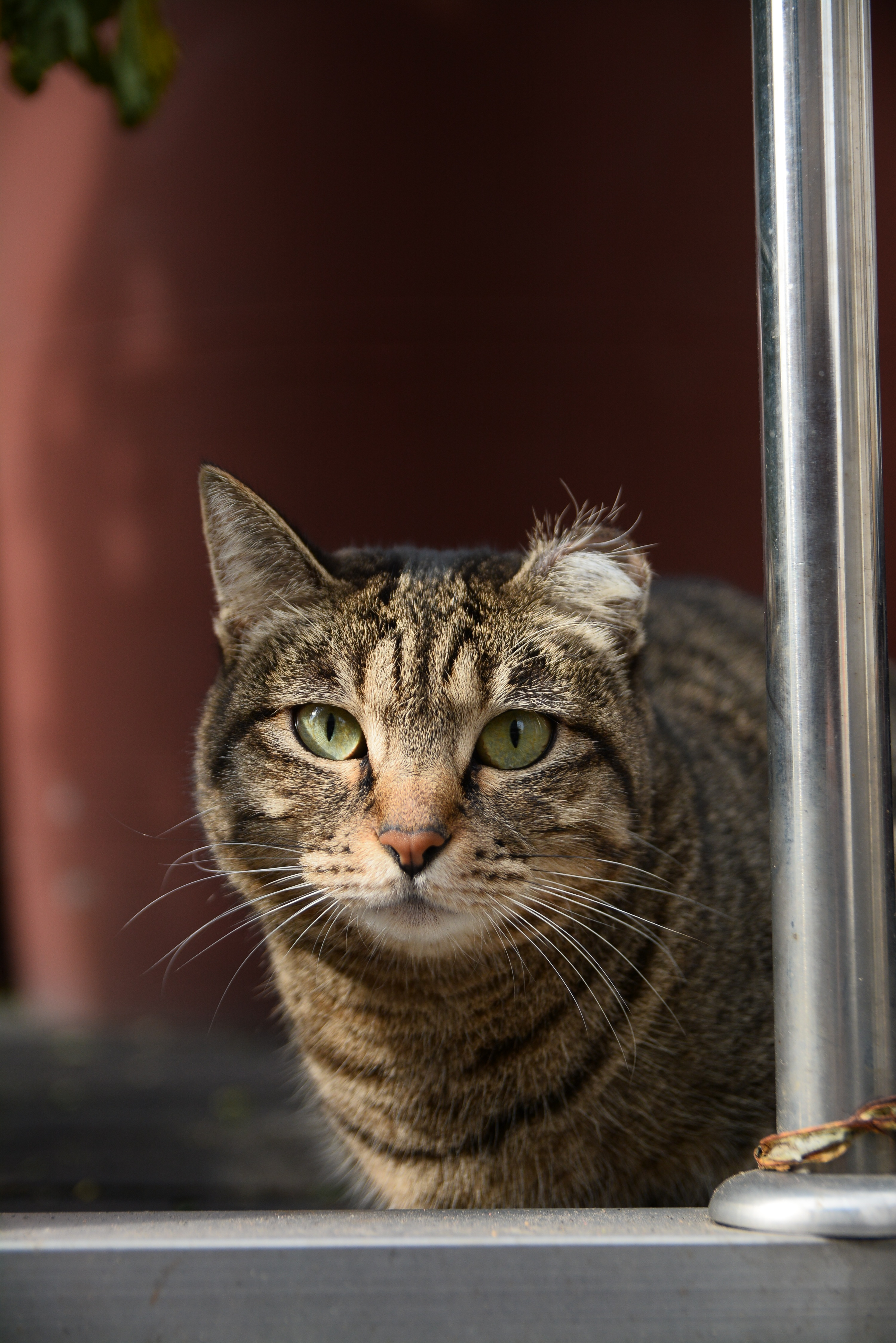
قط بري أُزِيل طرف أذنه اليسرى للدلالة على خضوعه لبرنامج (TNR) "الإمساك - التعقيم/الإخصاء - الإفلات"

تختلف الاتجاهات العامة حول القطط البرية على نطاق واسع، بدءا من رؤيتها كحيوانات أليفة حرة، إلى احتقارها واعتبارها بمثابة الحشرات. يُطلق على أحد الأساليب الشائعة للحد من تكاثر القطط البرية برنامج (TNR) أي «الإمساك - التعقيم/الإخصاء - الإفلات»، حيث تُمسك بالقطط وتُخصى وتُحصن ضد أمراض مثل داء الكلب وقلة الكريات البيض لدى القطط وسرطان الدم لدى القطط، ثم تُفلَت. قبل إطلاقها مرة أخرى في مستعمراتها البرية، غالبا ما يقوم الطبيب البيطري المعالج بقص جزء صغير من طرف أذن واحدة لتمييز القطط على أنها خضعت لبرنامج (TNR)، حيث قد تُسمك هذه القطط مرة ثانية. يواصل المتطوعون إطعام هذه القطط ورعايتها طوال حياتها. من خلال هذا الدعم، تزداد أعمار القطط البرية وتقل مشاكلها السلوكية والإزعاج الناجم عن التنافس على الغذاء.
يمكن أن تكتسب بعض القطط البرية الطابع الاجتماعي بنجاح ويُعاد «ترويضها» للتبني. القطط الصغيرة، وخاصة القطيطات، التي لديها خبرة سابقة بالتواصل مع البشر هي الأكثر تقبلا لهذه الجهود.

## التفاعل مع البشر

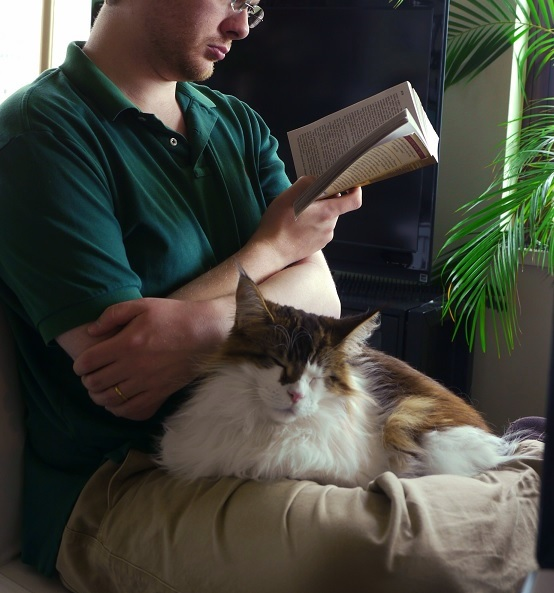
قطة نائمة على حجر رجل

تُعَد القطط من الحيوانات الأليفة الشائعة في جميع أنحاء العالم، وتجاوز عددها 500 مليونا حول العالم كما في العام 2007. استُخدمت القطط منذ آلاف السنين للسيطرة على القوارض، لا سيما حول مخازن الغلال وعلى متن السفن، وكلا الاستخدامين يمتد إلى يومنا هذا.
بالإضافة إلى كونها حيوانات أليفة، تُستخدم القطط أيضا في تجارة الفراء، وصناعات الجلود من معاطف وقبعات وبطانيات وألعاب محشوة، وأحذية وقفازات وآلات موسيقية، (يتطلب صنع معطفا من فرو القطط نحو 24 من القطط). حُظِر هذا الاستخدام في الولايات المتحدة وأستراليا ودول الاتحاد الأوروبي في العام 2007. استخدمت جلود القطط لأغراض خرافية جزءًا من ممارسة الشعوذة، ولا تزال تُستخدم في صناعة البطانيات في سويسرا كـعلاجات شعبية حيث يُعتقد أنها تساعد في علاج الروماتزم. استُخدمت القطط نماذجَ يومية لتوضيح مسائل ميكانيكا الكم في الفكر الغربي كما في تجربة قطة شرودنغر.
أُجريت بعض المحاولات لتعداد القطط على مر السنين، سواء من خلال الجمعيات أو المنظمات الوطنية والدولية (مثل الاتحاد الكندي للجمعيات الإنسانية) وعبر شبكة الإنترنت، ولكن لا تبدو هذه المهمة سهلة التحقيق. تتراوح التقديرات العامة لعدد القطط المنزلية في العالم على نطاق واسع من 200 إلى 600 مليونا. قضى المصور الأمريكي والتر تشاندوها مسيرته المهنية في تصوير القطط بعد أن نُشرت صوره في جميع أنحاء العالم للقطيط الضال اللطيف لوكو (Loco)، ففي إحدى الليالي من شتاء عام 1949 وفي طريقه من جامعة نيويورك إلى المنزل، وجد والتر القطيط لوكو يرتجف من شدة البرد وسط الثلج، فقام بتبنيه وأصبح منذ ذلك الوقت موضوعه المفضل للتصوير إلى أن أصبح والتر مصورا فوتوغرافيا متخصصا بتصوير القطط. وبحسب ما ورد فقد قام بتصوير 90,000 من القطط خلال مسيرته المهنية واحتفظ بأرشيف يضم 225,000 صورة نشر منها العديد خلال حياته.

### معرض القطط
للاطلاع: معرض القطط
معرض القطط هو حدث يضم لجنة تحكيم يتنافس فيه أصحاب القطط من البشر للفوز بألقاب في منظمات مختلفة لسجلات القطط عن طريق إشراك قططهم لتُقيّم وفقا لمعيار السلالة. يُسمح للقطط الأصيلة وغير الأصيلة بالتنافس، على الرغم من اختلاف القواعد من منظمة إلى أخرى. تُقارن القطط المتنافسة بمعيار السلالة المتبع، وتُقيم من حيث المزاج والصحة الظاهرية. يُمنح أصحاب القطط التي تُقيم بأنها الأكثر مثالية جوائزًا. تتضمن بعض المسابقات التحكيم على أنشطة مثل تخطي العوائق في مسار. في كثير من الأحيان يُضاف إجمالي النقاط المتراكمة من العروض المختلفة في نهاية العام ويُمنح المزيد من الألقاب الوطنية والإقليمية للقطط الأبطال.

### أمراض تنتقل من القطط إلى الإنسان
يمكن أن تصاب القطط بعدوى من الفيروسات أو البكتيريا أو الفطريات أو الكائنات الأولية أو المفصليات أو الديدان التي يمكنها نقل الأمراض إلى البشر. في بعض الحالات، لا تظهر على القطط أي أعراض للمرض، ومع ذلك يمكن أن يظهر المرض نفسه في الإنسان. تعتمد احتمالية إصابة الشخص بالمرض على العمر والحالة المناعية للشخص. من المرجح أن يصاب البشر الذين لديهم قطط تعيش في منازلهم أو على صلة وثيقة بالعدوى، ومع ذلك فإن أولئك الذين لا يحتفظون بالقطط كحيوانات أليفة قد يصابون أيضا بالعدوى من براز القطط والطفيليات التي تخرج من أجسام القطط. تشمل بعض أنواع العدوى الأكثر إثارة للقلق السلمونيلا وداء خدش القطط وداء المقوسات.

## التاريخ والميثولوجيا
للاطلاع: القطط في مصر القديمة

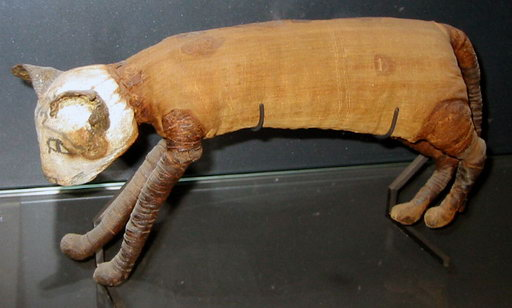
قام قدماء المصريين بـتحنيط القطط الميتة كما البشر تكريما لها، قسم الآثار المصرية في متحف اللوفر، فرنسا

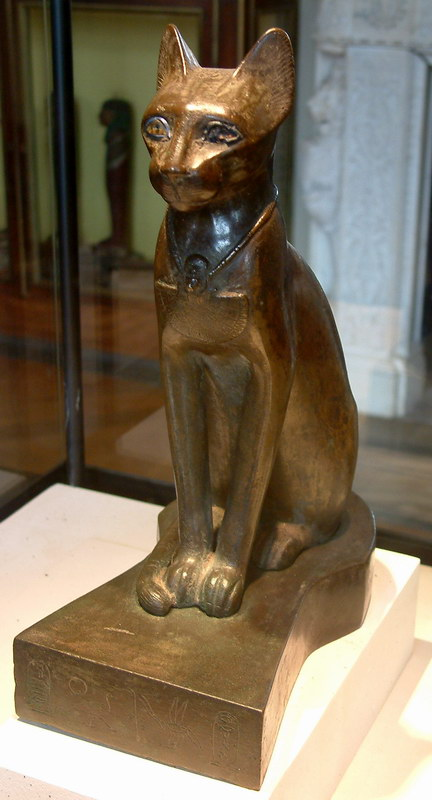
تمثال لقط مصري قديم مصنوع من البرونز والزجاج، قسم الآثار المصرية في متحف اللوفر، فرنسا

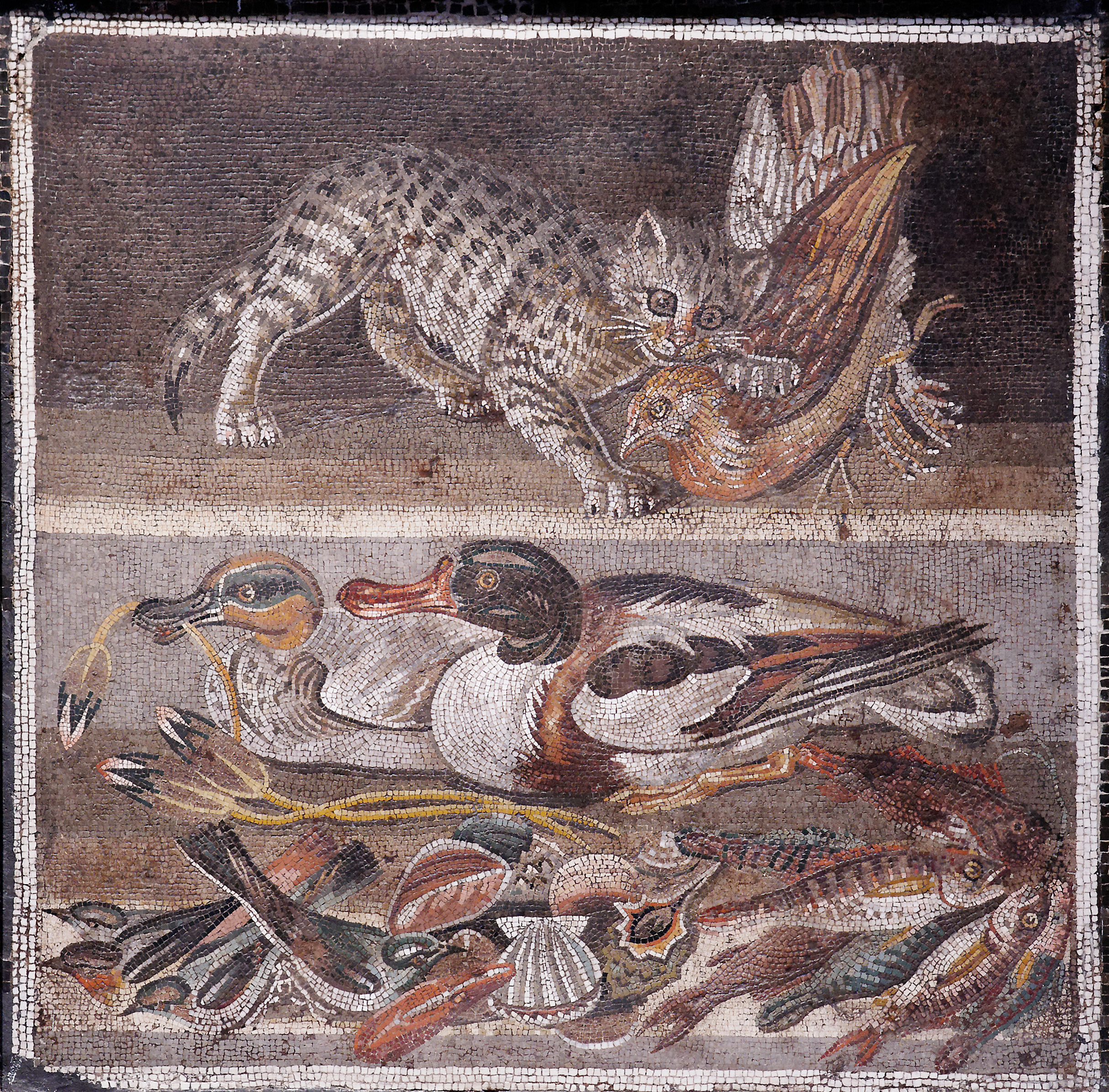
فسيفساء رومانية قديمة لقط يقتل حجلا من (House of the Faun) في بومبي، إيطاليا

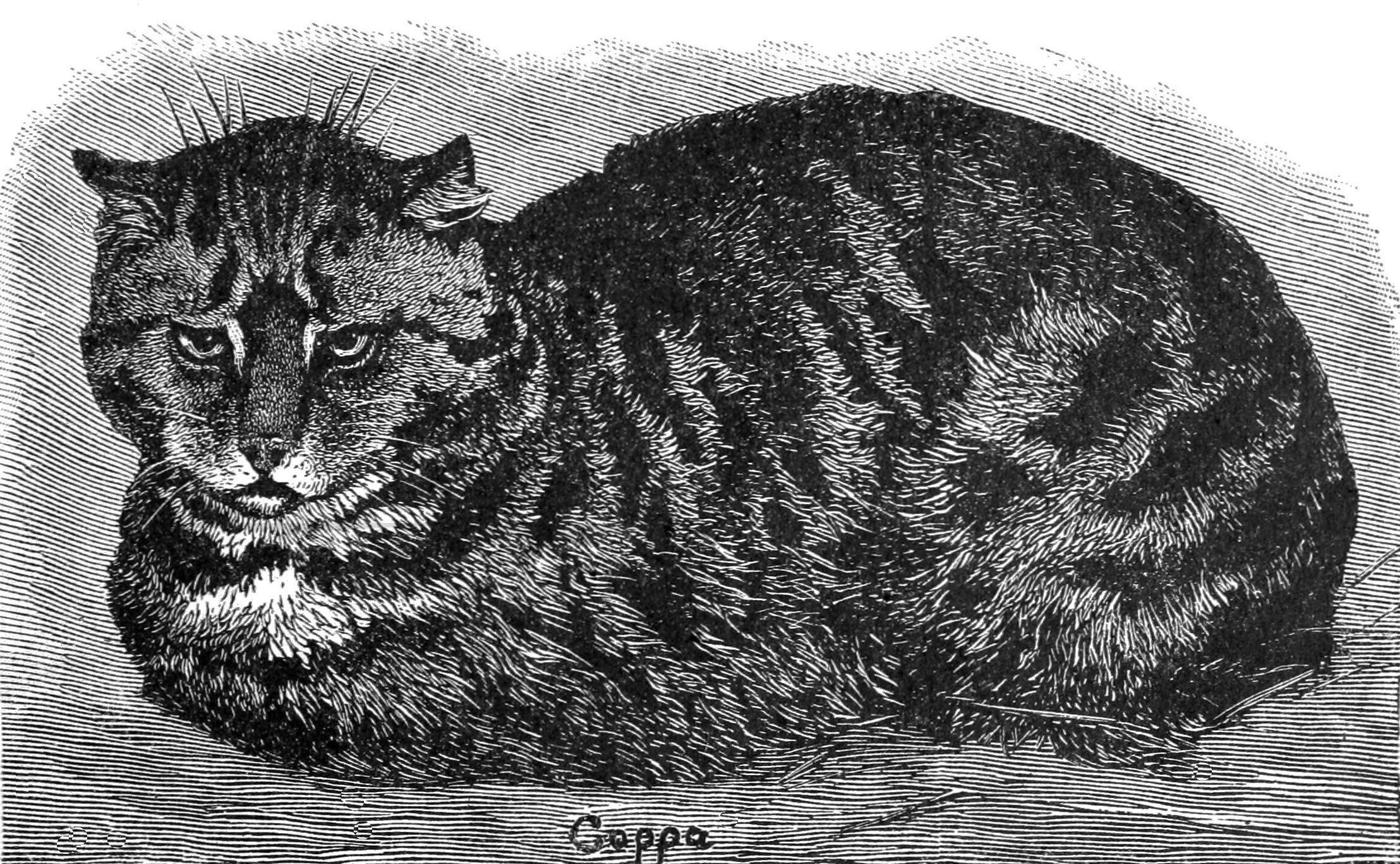
رسم لـقط عتابي إنجليزي من القرن التاسع عشر

كان المصريون القدامى يقدسون القطط لدرجة العبادة، وغالبا ما كانت تُصوَّر الإلهة باستيت على هيئة امرأة برأس قطة، وأحيانا تتخذ شكل اللبؤة في حالة الحرب. ذكر المؤرخ اليوناني هيرودوت أن قتل القطط في كان محظورا فيمصر القديمة وكانت عقوبته تصل إلى حد الإعدام، وعند موت أحد القطط المنزلية يحزن جميع أفراد الأسرة ويقومون بحلاقة حواجبهم دلالة على الحداد. كانت العائلات تأخذ قططها الميتة إلى مدينة بوبسطة المقدسة لتحنيطها كـمومياوات ودفنها في مقابر مقدسة. أعرب هيرودوت عن دهشته من القطط المنزلية في مصر القديمة حيث أنه لم يكن قد رأى سوى القطط البرية من قبل.
اعتاد الإغريق والرومان على مؤانسة ابن عرس كحيوان أليف، والذي كان يُعتبر القاتل المثالي للقوارض. يرجع أقدم دليل لا لبس فيه حول احتفاظ الإغريق بالقطط المنزلية إلى عملتين من ماجنا غراسيا يرجع تاريخهما إلى منتصف القرن الخامس قبل الميلاد، حيث تُظهر العملتان كل من لوكاستوس وفالانثوس يلعبان مع قططهما الأليفة، وهما المؤسسان الأسطوريان للمدن الإيطالية ريدجو كالابرياو وتارانتو على التوالي. الكلمة اليونانية القديمة المعتادة لكلمة قط "Ailouros" تعني «الشيء ذو الذيل المُلوِّح». نادرا ما ذُكرت القطط في الأدب اليوناني القديم. أشار الفيلسوف اليوناني أرسطو في كتابه تاريخ الحيوانات إلى أن «إناث القطط فاسقة بطبيعتها». قام الإغريق لاحقا بالمقارنة من خلال التفسير بالنماذج الإغريقية بين الإلهة أرتميس (إلهة الصيد والبرية وحامية الأطفال والإنجاب والعذرية والخصوبة في الميثولوجيا الإغريقية) والإلهة باستيت (إلهة الخصوبة والحب والحنان وحامية المرأة الحامل في مصر القديمة)، حيث استُخدم اقتران باستيت بالقطط ونسبها إلى أرتميس. في كتاب التحولات للشاعر الـروماني أوفيد، عندما تفر الآلهة إلى مصر وتتخذ أشكالا حيوانية، تتحول الإلهة ديانا (إلهة الصيد والقمر والولادة في الميثولوجيا الرومانية) إلى قطة.
حلت القطط في النهاية محل ابن مقرض كوسيلة مفضلة لمكافحة الآفات حيث استساغ الناس وجود القطط في المنزل، وكانت القطط أكثر حماسا لصيد الفئران. كثرا ما كان يجري إدخال اقتران أرتميس بالقطط على قصص مريم العذراء خلال العصور الوسطى. غالبا ما تظهر القطط في أيقونات البشارة والعائلة المقدسة. بحسب الفولكلور الإيطالي، في نفس الليلة التي قامت فيها مريم بإنجاب يسوع، ولدت قطة قطيطا في بيت لحم. انتشرت القطط المنزلية في معظم أنحاء العالم خلال عصر الاستكشاف، حيث حُملت قطط السفن على متن السفن الشراعية للسيطرة على القوارض الموجودة على ظهر السفن وكتعاويذ لحسن الحظ.

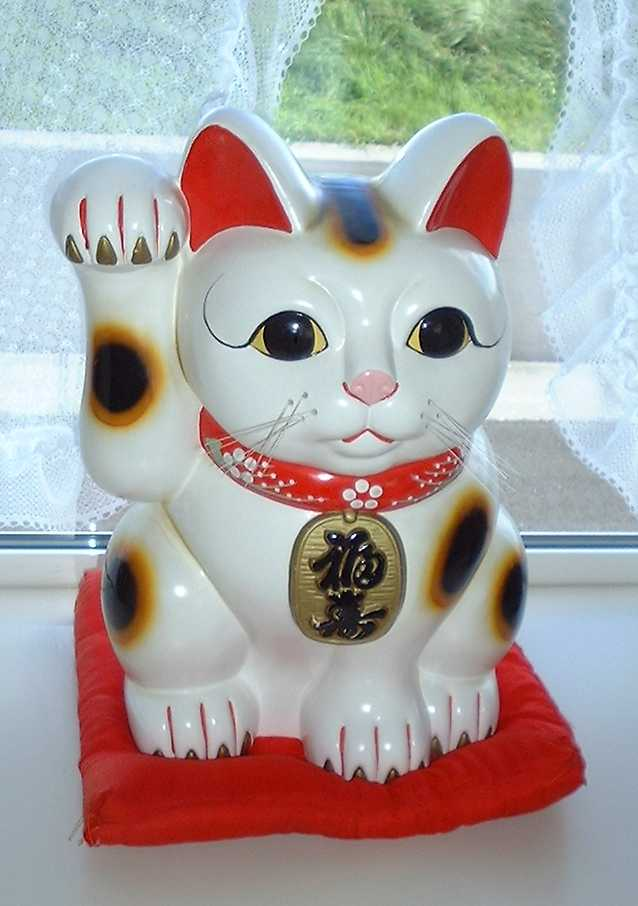
قط (Maneki-neko) لحسن الحظ في الثقافة اليابانية

اعتقدت العديد من الديانات القديمة أن القطط أرواحا مُمجَّدة أو رفقاء أو أدلة للبشر، وعن درايتهم بكل شيء مع التزامهم الصمت وذلك لكي لا يؤثروا على القرارات التي يتخذها البشر. يعتبر قط (Maneki-neko) في اليابان رمزا للحظ السعيد. صُوِّرت فريا (إلهة الحب والجنس والجمال والخصوبة والذهب والحرب والموت في الميثولوجيا الإسكندنافية) على أنها تركب عربة تجرها القطط. ورد في كتاب أساطير اليهود أن أول قطة عاشت في منزل أبو البشر آدم كحيوان أليف للقضاء على الفئران، وجمعت علاقة صداقة بين القطة والكلب الأول قبل أن يحنث الأخير بقسم بينهما مما أدى إلى عداوة بين أحفاد هذين الحيوانين. على الرغم من عدم وجود أنواع مقدسة في الإسلام إلا أن القطط تحظى بـالتبجيل من قبل المسلمين. ذكر بعض المؤلفين الغربيين أن النبي محمد كانت لديه قطة مفضلة تُدعى مُعِزّة. وبحسب ما ورد كان يحب القطط كثيرا و«كان يستغني عن ارتداء عباءته عوضا عن إزعاج من كان ينام عليها من القطط». ليس لهذه القصة أساسا لدى المؤلفين المسلمين الأوائل، ويبدو أنه اختلط الأمر على المؤلفين الغربيين ومن المرجح أن المقصود هو الفقيه الصوفي أحمد بن علي الرفاعي والذي أتى بعد قرون من النبي محمد. كان أحد الصحابة يُعرف بأبي هريرة في إشارة إلى حبه الموثق للقطط.

### الخرافات والطقوس

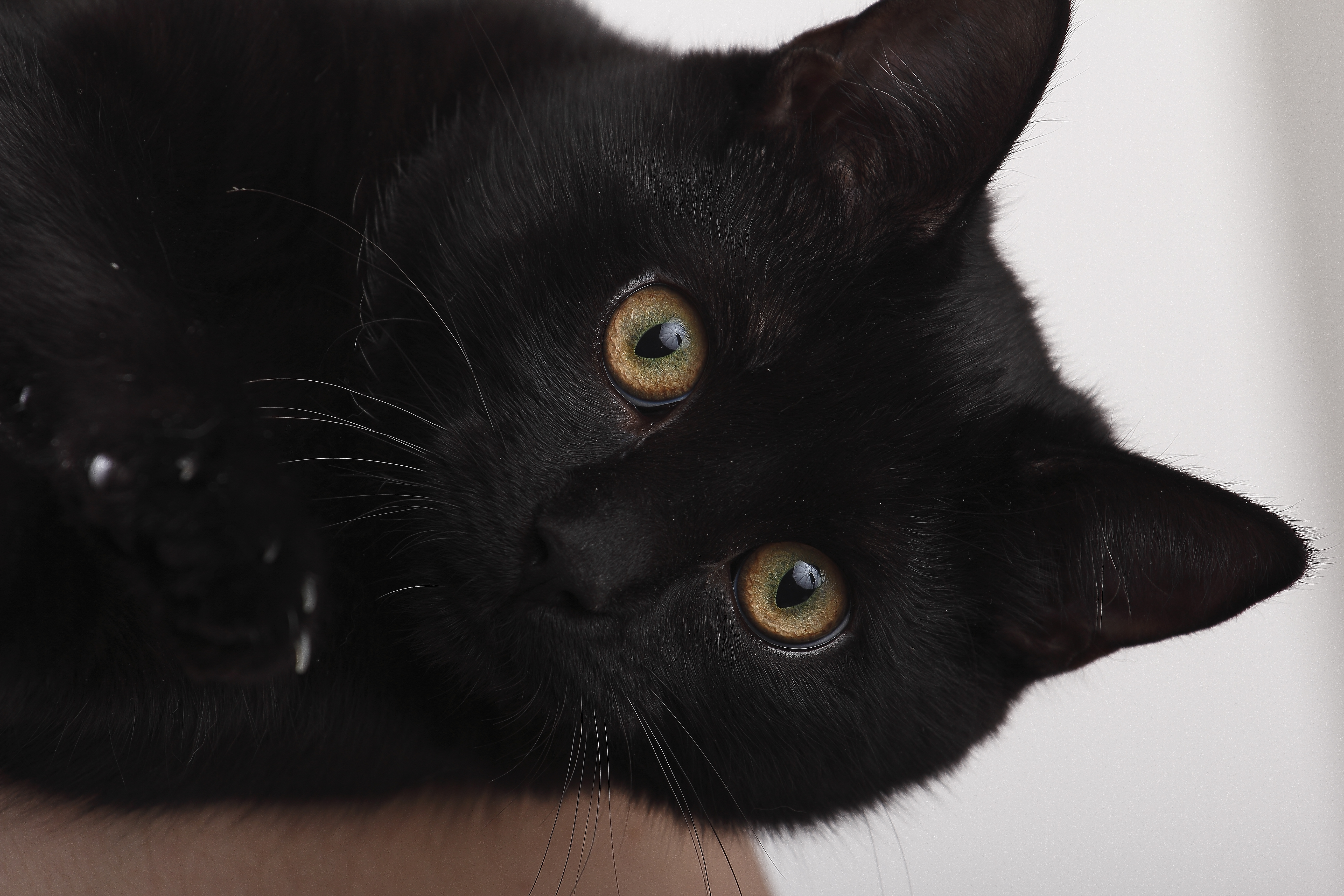
قط أسود

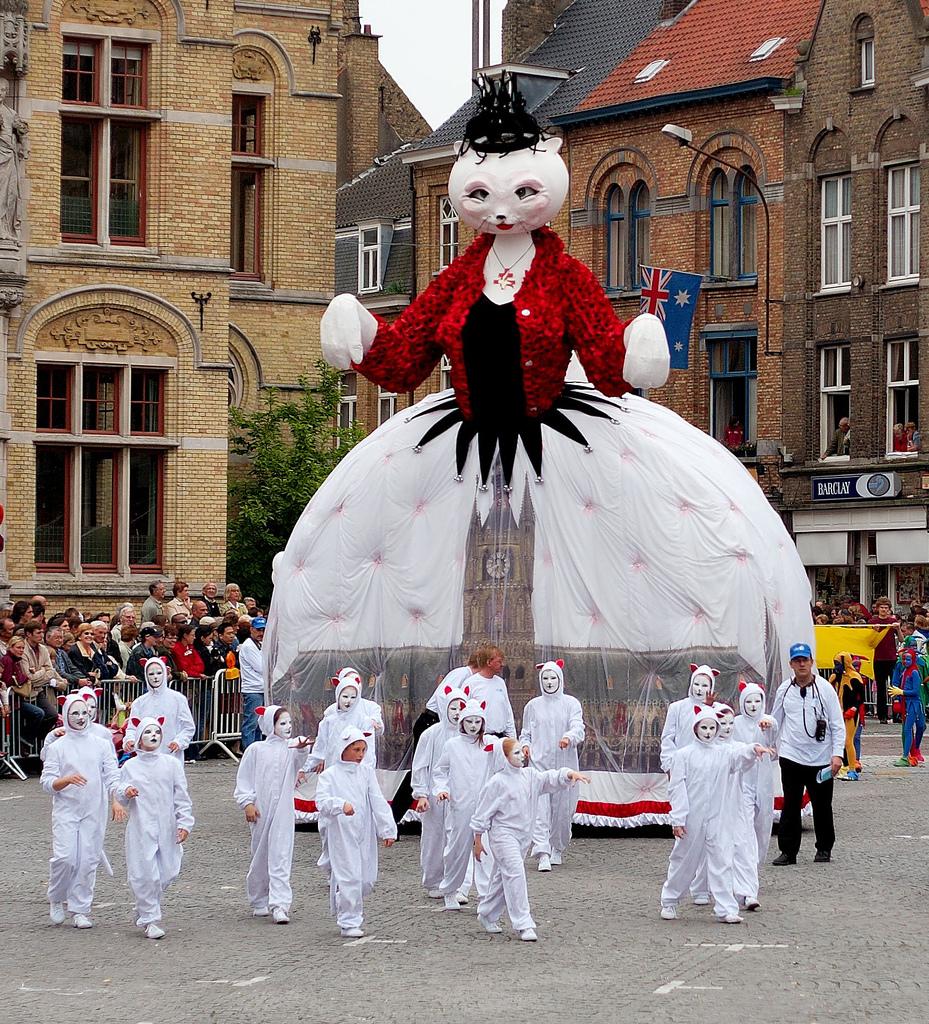
موكب القطط (Kattenstoet) في مدينة يبر، بلجيكا

نسِجت الخرافات السلبية عن القطط في العديد من الثقافات. على سبيل المثال، يوجد اعتقاد سائد بأن القطط السوداء التي «تعبر طريق المرء» تجلب له سوء الحظ، أو أن القطط من رفقاء الساحرات وتُستخدم لزيادة قدرات الساحرة ومهاراتها. يُحتفل في مدينة يبر، بلجيكا في موكب القطط الودي في الزمن الحالي (Kattenstoet) حيث تُحيا ذكرى مجازر القطط التي كانت تُرتَكب في العصور الوسطى عندما كانت القطط تُلقى من برج الناقوس في قاعة كلوث إلى ساحة مدينة يبر أدناه. يُقام هذا الموكب بانتظام يوم الأحد الثاني من شهر مايو منذ العام 1955. في العصور الوسطى كانت القطط تُحرق حية كنوع من أنواع الترفيه في فرنسا.

وفقا للمؤرخ البريطاني نورمان ديفيز:
«كان المتجمعين يصرخون من فرط الضحك بينما كانت الحيوانات تعوي من الألم وهي تحترق وتُشوى قبل أن تتفحم في النهاية». 
وكتب عالم الانثروبولوجيا الاسكتلندي السير جيمس فريزر:
«جرت العادة على حرق سلة أو برميلا أو كيسا مليئا بالقطط الحية، والتي تُعلق بسارية طويلة وسط النيران، وأحيانا يُحرق ثعلبٌ. وكان الناس يقومون بجمع الجمر والرماد من النار وأخذها إلى المنزل معتقدين أنهم قد جلبوا معهم الحظ السعيد. غالبا ما شهد الملوك الفرنسيون هذه الممارسات وقاموا أحيانا بإشعال النيران بأيديهم. في عام 1648، تُوِّج ملك فرنسا آنذاك لويس الرابع عشر بإكليل من الورد وحمل باقة ورد في يد وقام بإشعال النار بيده الأخرى ورقص حول النيران ثم شارك في المأدبة المقامة بعد ذلك في قاعة المدينة. ولكن هذه كانت المرة الأخيرة التي ترأس فيها أحد الملوك نيران منتصف الصيف في باريس. كانت النيران تُضعل منتصف الصيف بأُبَّهة عظيمة في ساحة المدينة الفرنسية متز، وكانت عشرات القطط تُلقى في أقفاص من الخوص قبل أن تُحرق حية لتسلية الناس. وبالمثل شهدت البلدة الفرنسية غاب هذه الممارسات حيث كانت القطط تُشوى على نيران منتصف الصيف».
للقطط حيوات متعددة وفقاً للأساطير في العديد من الثقافات. يُعتقد بأن القطط تملك 9 أرواح في الكثير من البلدان. في إيطاليا وألمانيا واليونان والبرازيل وبعض المناطق الناطقة بالإسبانية يُقال بأن القطط لديها 7 أرواح، بينما في التقاليد التركية والعربية فإنها تملك 6 أرواح. تُعزى هذه الأسطورة إلى المرونة الطبيعية والسرعة التي تُظهرها القطط عند الهروب من المواقف التي تهدد حياتها. مما يُضفي بعضا من المصداقية على تلك الأسطورة هو حقيقة أن القطط المتساقطة من علو غالبا ما تهبط على أقدامها مستخدمة رد فعل غريزي لتعديل وضعية أجسادها قبل الهبوط. على الرغم من ذلك، من الممكن إصابة القطط أو موتها عند السقوط من ارتفاع شديد.

## انظر ايضاً
- رهاب القطط
- تجارب على الحيوان
- قط كبير
- السرطان في القطط
- لعبة القط والفأر
- حرق القطط
- ذكاء القطط
- ثقافة محبي القطط
- لحم القطط
- قائمة القطط
- باب الحيوانات المنزلية
- إسعافات أولية للحيوانات الأليفة
- القطط في مصر القديمة
- قط أسود القدمين
- القطط في الإسلام
- السنوريات
- أوسكار (قط يشم الموت)
- تثبيط اللدغة
- كلبة (شعر)

## معرض الصور
- قطة ملونة
- قطة واقفة على جدار
- قط أسود
- قطة تستلقي على تبن الأرز
- قطة بيضاء من سلالة الشيرازي
- قط أسود في الحديقة
- قطة تلعب بسحلية
- قطط في مومباي
- قط منزلي
- قطة على الثلج
- قطة متعبة

## وصلات خارجية
- Biodiversity Heritage Library bibliography for Felis catus
- Catpert. The Cat Expert نسخة محفوظة 11 ديسمبر 2008 على موقع واي باك مشين. – مقالات حول القطط
- عرض جينوم القط في إنسنبل